# Raúl Othacehé
Raúl Alfredo Othacehé (Buenos Aires, 9 de febrero de 1946) es un abogado y político argentino. Fue Intendente de Merlo en el periodo 1991-2015.

## Biografía
Soy vasco y trabajador. Tengo una familia, quiero a mis hijos.
Raúl Othacehé, del libro El Aparato

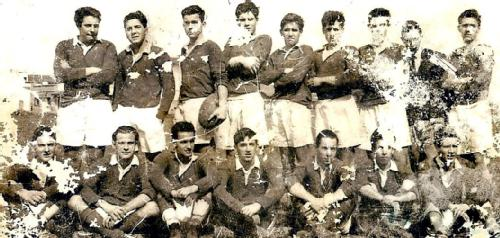
Othacehé en su adolescencia, jugando rugby para el Colegio San José.

Raúl Alfredo Othacehé nació en la ciudad de Buenos Aires, pero fue a vivir con sus padres a San Antonio de Padua (partido de Merlo), a muy corta edad.
Conocido desde su juventud como «el Vasco», por ser la ascendencia de su familia, Othacehé cursó sus estudios primarios en la Escuela n.º 9 de San Antonio de Padua. Los estudios secundarios, los realizó en el Colegio San José de los Padres Bayoneses —comunidad religiosa muy relacionada con la colectividad vasca— en la ciudad de Buenos Aires, donde jugaba rugby.
Hijo de Raúl Alfredo Othacehé y de Zulema Barbieri, Raúl Othacehé se crio en una familia peronista, en la que tanto su abuelo como su padre fueron trabajadores ferroviarios y que anteriormente a 1945 habían adherido al radicalismo yrigoyenista.
Según la periodista María O'Donnell, Othacehé fue miembro de una agrupación de extrema derecha antisemita conocida solo por sus siglas: CADENA.
También estuvo vinculado con el grupo de jóvenes peronistas que en 1966 y dirigidos por Dardo Cabo, participaron del Operativo Cóndor, acción en la que se secuestró un avión que se dirigía a las Islas Malvinas (algunos de los integrantes del operativo pertenecía a la Juventud Peronista Comando Merlo: Luis Caprara, Ricardo Ahe y Fernando "Toti" Aguirre, quien estuvo enfrentado con Othacehé y fue destituido de su cargo de concejal). En Padua, jugando rugby en el Padua Rugby Club, Othacehé conoció a Rodolfo Galimberti, se hicieron amigos y juntos pasaron a integrar el grupo de choque de la rama local del Movimiento Nacionalista Tacuara —organización política de ultraderecha y antisemita argentina.
Cuando Galimberti viró hacia la izquierda, Othacehé lo siguió y junto con Chacho Álvarez, Carlos Grosso y otros participaron en la Juventud Argentina por la Emancipación Nacional (JAEN), un grupo peronista no guerrillero.

Durante el caos, antes del regreso de Perón, tuve, como muchos, mi paso por la Tendencia, pero siempre actué dentro del partido.
Raúl Othacehé

Cuando se acercó a la izquierda peronista, Othacehé supo trabajar en Merlo con el sacerdote católico tercermundista Raúl Vila con quien 30 años más tarde se enfrentaría políticamente.

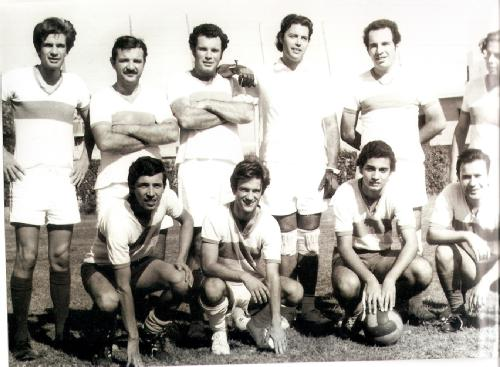
Othacehé –segunda fila, tercero desde la izquierda– con amigos en 1972.

En 1973, se recibió de abogado en la Universidad de Buenos Aires (UBA), especializado en Derecho Penal y abrió un estudio jurídico propio en la ciudad de Merlo, la cabecera del municipio bonaerense del mismo nombre. Más adelante, en 1984, fue designado como Juez Penal en el Departamento Judicial de Morón. Sin embargo, no aceptó para continuar con su militancia en el Partido Justicialista.
En 1975, se casó con la exdiputada por la Provincia de Buenos Aires Mónica Arnaldi, quien por años desempeñó los cargos de concejal merlense por el Frente para la Victoria y fue presidenta por dos décadas del Consejo Municipal de la Mujer del municipio. Ambos tienen cuatro hijos varones: Martín Alfredo (quien fue concejal junto con su madre y desde 2013 hasta el 13 de agosto de 2016 fue rector de la Universidad del Oeste), Hernán, Guillermo y Pablo (que fue por años Subsecretario de Juventud del Partido de Merlo).
Tiene inclinación por la historia —tiene por héroe al Brigadier General don Juan Manuel de Rosas—, las ciencias sociales y las artes y es un ávido lector. Es un buen deportista, habiendo practicado fútbol, rugby, remo, ciclismo, andinismo, atletismo, tenis y golf. Él y sus hijos son simpatizantes de Boca Juniors y dos de sus hijos comparten su pasión por el rugby, simpatizando con Hindú Club.

## Carrera política

### Inicios en la municipalidad y la dictadura militar

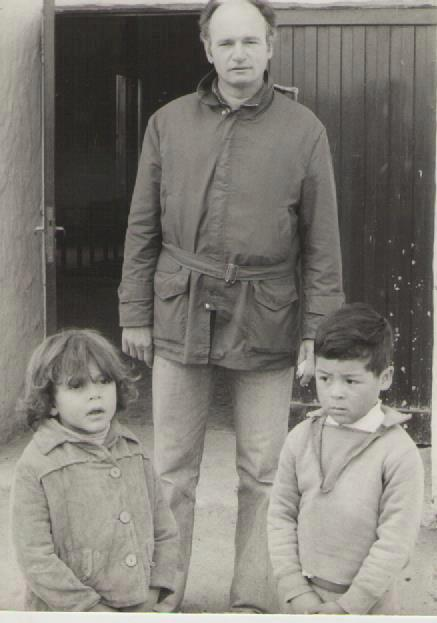
Padre Raúl Vila al inicio de su ministerio en Merlo en la década de 1970.

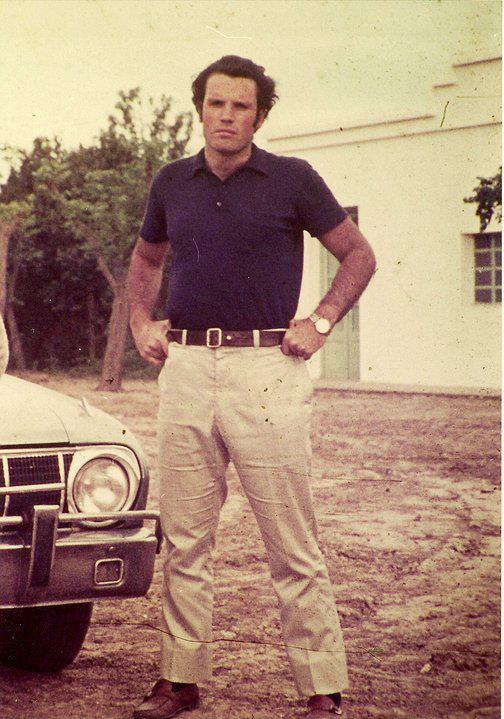
Othacehé en su juventud.

Mientras estudiaba en la facultad, Othacehé consiguió un empleo en la Municipalidad de Merlo en mesa de entradas. Tras el golpe de Estado que dio inicio al Proceso de Reorganización Nacional, ascendió escalafones en la Asesoría Letrada de la Municipalidad. Durante ese período los relatos divergen: según los opositores, Othacehé decretó cesantías amparado en la Ley de Prescindibilidad, la que fue utilizada para perseguir militantes de izquierda; no obstante, para sus seguidores y para referentes políticos como Cristina Fernández de Kirchner, Othacehé y otros abogados como Alberto Balestrini fundaron en 1975 la Asociación de Abogados Peronistas de la zona oeste, con el objetivo de defender a presos políticos.
Con el fin de la dictadura, en diciembre de 1982, Othacehé adhirió a la Renovación Peronista conducida por Antonio Cafiero y estuvo enfrentado con el proyecto político de Herminio Iglesias.
Su primer cargo político fue en 1987, cuando fue elegido diputado de la Provincia de Buenos Aires hasta fines de 1991.
En su labor como legislador, Othacehé formó parte de la Comisión de Acuerdos de la Cámara Provincial de Diputados. En 1989, fue elegido vicepresidente 1° de la Cámara de Diputados.

### Inicios en la intendencia de Merlo
Nuestro candidato para la intendencia es el actual diputado provincial Raúl Othacehé.
Gustavo Green, La Nación, 30 de enero de 1991

Para gobernar Merlo hay que ser duro. Allí ningún intendente terminaba su mandato y las instituciones terminaban naufragando. En toda mi historia política no puedo decir que el común denominador sea mi dureza. En todo caso soy un dialoguista.
Raúl Othacehé

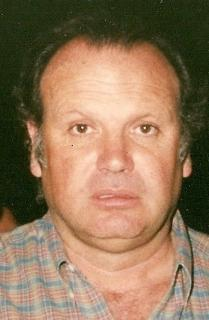
Raúl Othacehé, 1985.

En 1991, asumió como intendente de Merlo y fue elegido vicepresidente 1.º del Partido Justicialista de la provincia de Buenos Aires y titular de la sede del movimiento en Merlo. Además, Othacehé fue convencional constituyente provincial durante la reforma de la Constitución de la Provincia de Buenos Aires, en 1994.
La llegada de Othacehé a la intendencia del municipio se hizo tras un acuerdo con el anterior intendente, el también peronista Gustavo Green, quien fue intendente desde 1987 a 1991.
Ambos militaron en la Renovación Peronista de Cafiero, pero con el tiempo Green se volcó al menemismo, mientras que Othacehé se alió con Eduardo Duhalde. Luego de dejar el municipio y tras un acuerdo con Othacehé, Green fue elegido diputado nacional y Othacehé se quedó en la intendencia de Merlo.
El acuerdo entre Green y Othacehé se rompió al poco tiempo y el 23 de diciembre de 1991, Othacehé despidió a más de 1200 empleados municipales afines al anterior intendente.
Asimismo, Othacehé acusó a Green de ser el autor de una estafa con dinero público y cuando Green fue designado como Secretario de Lucha Contra el Narcotráfico en 1995, se lo denunció por un hecho de secuestro y tortura que se inició en el Departamento Judicial de Morón en la vecina ciudad de Morón – que llevó a Green a la cárcel de 1998.

### Segunda intendencia
En las elecciones internas del peronismo de Merlo de 1995, Othacehé, que por aquel entonces militaba en la Liga Peronista Bonaerense (Lipebo) de Cafiero y Osvaldo Mércuri, tuvo como principal oponente al popular empresario de música tropical Juan Carlos Lucena, que militaba en la Liga Federal de Alberto Pierri.
Othacehé ganó la interna y fue reelegido como intendente por el 63% de los votos.
No obstante, pronto surgieron diferencias entre Othacehé y Mércuri — cuando Othacehé intentó pasarse a las filas de Pierri— que se manifestaron violentamente el 19 de octubre de 1996, en un acto que la Lipebo realizó en Merlo, con Duhalde como invitado. El acto terminó en un escándalo de violencia entre dos grupos enfrentados en esa corriente interna del PJ provincial, que arrojó 50 heridos, uno de bala, y 9 detenidos. Allí se enfrentaron en una batalla campal, sectores que respondían a Othacehé con seguidores de Mércuri. La crónica periodística relataba que:

... algunos revoltosos parecían obrar bajo los efectos de drogas y alcohol. Durante el enfrentamiento, aparecieron algunas armas blancas y la magnitud del escándalo obligó a cientos de asistentes, presos del pánico, a huir desesperadamente a través de los jardines de las propiedades privadas aledañas.
La Nación, domingo 20 de octubre de 1996

El periodista Germán Sopeña comentaba con las siguientes palabras lo sucedido en Merlo:

La televisión no perdona. En directo, las imágenes de Merlo, transmitidas por Crónica TV, detuvieron el pulso en cualquier redacción. (...).

Para quienes, como periodistas, vivimos en el lugar la tragedia de Ezeiza de 1973, hace ya 23 años, nada igualará ni la dimensión ni el horror de esa jornada trágica de la vida política argentina. Pero si para algo sirvió ese día -se haya visto en persona o en imágenes- es que se convirtió en referencia sobre lo que la sociedad rechazó desde entonces: el uso de la fuerza y de la intolerancia como argumento. Cada vez que reaparece la violencia política en la calle, reaparece también el fantasma de Ezeiza.
Germán Sopeña

Sobre el uso de estupefacientes en actos políticos, el investigador y sacerdote jesuita Rodrigo Zarazaga escribiría años después, que los caudillos políticos barriales —conocidos en Argentina como «punteros»— a la hora de conseguir personas para los actos políticos, ya no ofrecían alimento sino «merca» (cocaína, paco y estupefacientes similares):

En los últimos tiempos, lamentablemente, la bolsa de mercadería ha sido reemplazada por la «bolsita de merca». Me decía un puntero en una reciente movilización que hoy nadie llena un micro «con los que hacen ruido» sin «merca».
Rodrigo Zarazaga

En 1996, luego de alejarse del Lipebo, Othacehé se dedicó a dar fuerza a la «Agrupación Duhalde '99» —una corriente peronista alternativa a la Lipebo y a la Liga Federal— que apoyaba la candidatura del gobernador a la presidencia de la nación, agrupación que también integraban entre otros Juan José Mussi, Carlos Brown y otras prominentes figuras de la primera sección electoral.

### Ministro de Gobierno de la provincia
En 1999, fue designado ministro de Gobierno de la provincia de Buenos Aires durante la gobernación de Carlos Ruckauf. El 22 de agosto de 1998 Othacehé se presentó como precandidato a gobernador en un mega-acto en el estadio de San Miguel, al que asistieron el gobernador Duhalde y 20.000 personas y que fue organizado por Luis Barrionuevo y los intendentes Aldo Rico y Jesús Cariglino y en donde se movilizaron 1.400 micros y con un costo total de 126.000 pesos.
En este acto, inicialmente Duhalde apoyó la candidatura de Othacehé, pero tiempo después, y a pedido del propio Duhalde, Othacehé desistió a favor de Ruckauf que había sido designado candidato por el gobernador; a cambio a Othacehé se le prometió un ministerio.

Duhalde señalaba la ruta. Una noche, el gobernador mostró su apoyo a Ruckauf y los demás nos encolumnamos; así de simple.
Raúl Othacehé

Ésta fue la única interrupción – por licencia – a su gestión al frente de Merlo; durante el período de licencia (que se prolongó desde diciembre de 1999 a diciembre de 2001) Othacehé fue sustituido como intendente por el concejal Hugo Guaux. Fue elegido para aquel cargo seis veces: en 1991, 1995, 1999, 2003, 2007 y en 2011.

La obsesión reeleccionista no se agota en los gobernadores. Basta con analizar el elenco de intendentes del Gran Buenos Aires para advertir la cantidad de años que algunos de ellos llevan en el poder. Empezando por el de Vicente López, Enrique García, que está al frente de la comuna desde 1987, hasta los peronistas Julio Pereyra (Florencio Varela), Hugo Curto (Tres de Febrero) o Raúl Othacehé (Merlo), quienes gobiernan desde 1991 en forma ininterrumpida(...) El desbocado afán de perpetuación en altos cargos se ha convertido en una grave patología de nuestro sistema político.
La Nación: Enfermos del poder

### Regreso a la intendencia de Merlo

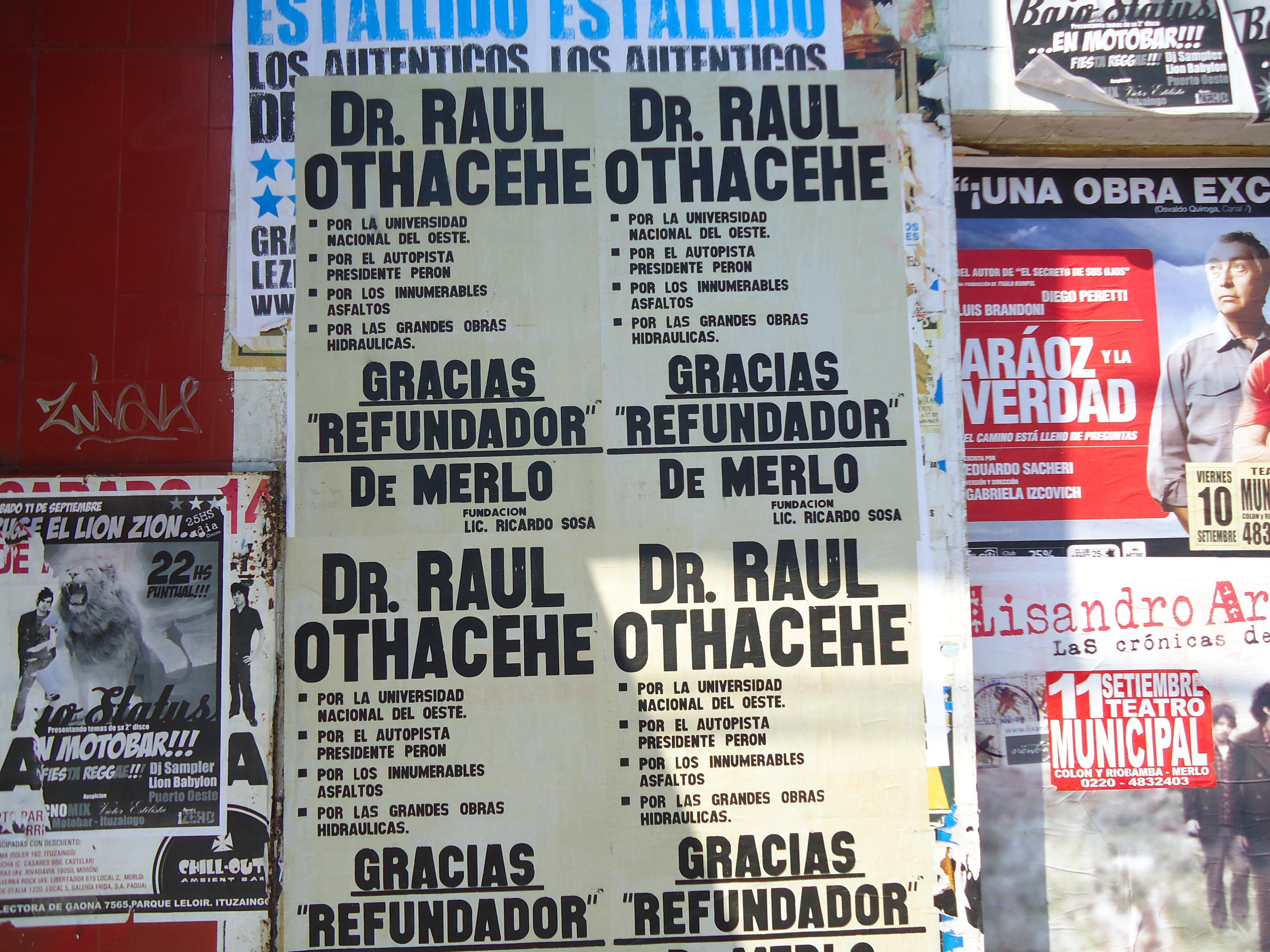
Propaganda laudatoria hacia Othacehé, en donde el intendente se lo denomina «Refundador» de Merlo (año 2010).

En enero de 2002, luego de renunciar al cargo de ministro de Gobierno, Othacehé retomó el puesto de intendente de Merlo para tomar las riendas del municipio en el que en aquellos momentos se multiplicaban las protestas sociales tras la Crisis de 2001.
En las elecciones presidenciales de 2003, y contrariando la orden de Duhalde de apoyar a Kirchner, Othacehé fue uno de los pocos intendentes del conurbano bonaerense –una de las zonas electorales más importantes del país– que apoyó la candidatura presidencial de Adolfo Rodríguez Saá a quien le acercó once intendentes para apoyar su candidatura al Movimiento Nacional y Popular (MNyP). Incluso se habló de Othacehé como posible candidato a vicepresidente, lo que finalmente no sucedió. Rodríguez Saá fue derrotado por Néstor Kirchner, quien iba a enfrentarse a una segunda vuelta con el expresidente Carlos Menem. A los pocos días Othacehé, comprometió su apoyo a Kirchner para el balotaje, que no se realizó. Duhalde castigó Othacehé por su apoyo a Saá cuando no le dejó ningún espacio en la lista de diputados nacionales a su mujer, Mónica Arnaldi, quien cumplía su mandato como legisladora, quedándose afuera del Congreso. En ese mismo año, Othacehé fue reelecto como intendente.
Desde 2003 Othacehé se convirtió en aliado del matrimonio Kirchner:

Néstor (Kirchner) como buen caudillo provincial del Partido Justicialista gobernó con las dos manos. Con la izquierda sobreactuó el progresismo (...) Y con la mano derecha se apoyó en el peronismo, aún en sus figuras más corruptas y conservadoras (...) Por eso era capaz de recibir a las Madres y Abuelas de plaza de Mayo con los brazos abiertos y al mismo tiempo construir fuertes alianzas con personajes feudales autoritarios como Gildo Insfrán o Raúl Othacehé...
Alfredo Leuco

En 2009 Othacehé se vio envuelto en una polémica acerca de su situación económica. Othacehé dice vivir en la misma casa de siempre desde 1978, aunque los mismos vecinos afirman que el intendente viviría en la Quinta Municipal «La Colonial», un predio que incluye una suntuosa casona de principios del siglo XX, que legalmente le pertenece al Municipio pero que el intendente se lo ha apropiado para su uso personal.
Con referencia a la situación patrimonial de los funcionarios de la municipalidad, en septiembre de 2010, el Concejo Deliberante de Merlo, por el voto mayoritario de sus concejales, rechazó un proyecto presentado por la concejala Patricia Alvez referente a la obligación de los funcionarios del ejecutivo, legislativo y judicial del distrito, de presentar declaraciones juradas de bienes.

Hoy muchas empresas apoyan al gobierno y eso los convierte en intocables. Ni que hablar de los sindicalistas, intendentes y gobernadores francamente derechistas y súbitamente millonarios como José Luis Lingieri, Raul Othacehé y Gildo Insfran, entre muchos otros.
Alfredo Leuco

En el mismo año se difundieron rumores acerca de la mala salud del intendente Othacehé, rumores que el mismo intendente desmintió.

### Obras

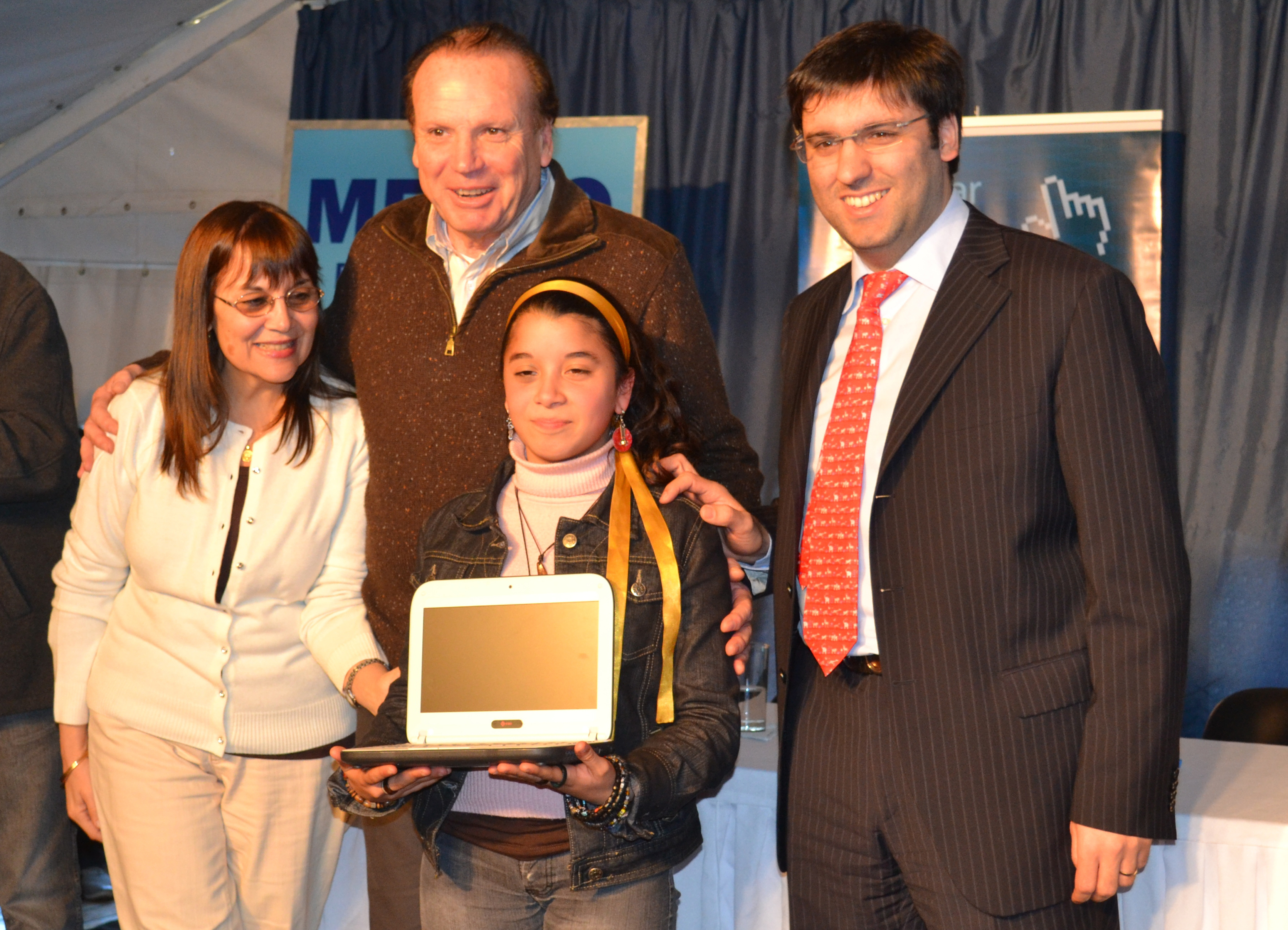
Raúl Othacehé, Mónica Arnaldi de Othacehé y Diego Bossio entregando netbooks en Merlo

Durante la década de los '90, la administración Othacehé logró realizar obras viales que se materializaron en calles asfaltadas con el dinero que la Provincia de Buenos Aires le transfería del Fondo de Reparación Histórica del Conurbano Bonaerense.
La alianza que formó con el matrimonio Kirchner le fue de mucha utilidad a Othacehé durante su intendencia; gracias al apoyo electoral que le otorgaba el por aquel entonces intendente Othacehé a la presidenta Fernández, los Kirchner recompensaron la lealtad del caudillo merlense con la transferencia de 40 millones de pesos tan solo en la primera mitad del año 2010, suma solo superada por las transferencias giradas al municipio de San Miguel, de 52 millones.
A mitad de 2009 inició junto al intendente de Ituzaingó, Alberto Descalzo, la obra hidráulica más importante de la Provincia de Buenos Aires, La misma consta en canales aliviadores cuyo objetivo era la de evitar las inundaciones en ambos distritos. La obra comprende 2100 hectáreas y beneficia a 250.000 personas. Cabe destacar que como uno de sus logros de gobierno, el exintendente Othacehé consiguió que la Cámara de Diputados sancionara en noviembre de 2009 la ley que estableció la creación de la Universidad Nacional del Oeste, proyecto que fuera presentado por su esposa, entonces diputada nacional, en 2000 y 2002. La administración Othacehé fue beneficiada con gran cantidad de obras de parte del gobierno nacional: la presidenta Fernández le ha prometido el inicio de las obras de la Autopista Presidente Perón al saludarlo por el año nuevo: «Vasco, el 15 de febrero en Merlo arrancamos con la Autopista».
En 2009 se terminó la construcción de una planta depuradora de afluentes cloacales y se realizó el tendido de la red troncal de cloacas con la que se prevé que en 20 años se pueda brindar el servicio de cloacas para 250.000 personas.

### Sustento electoral

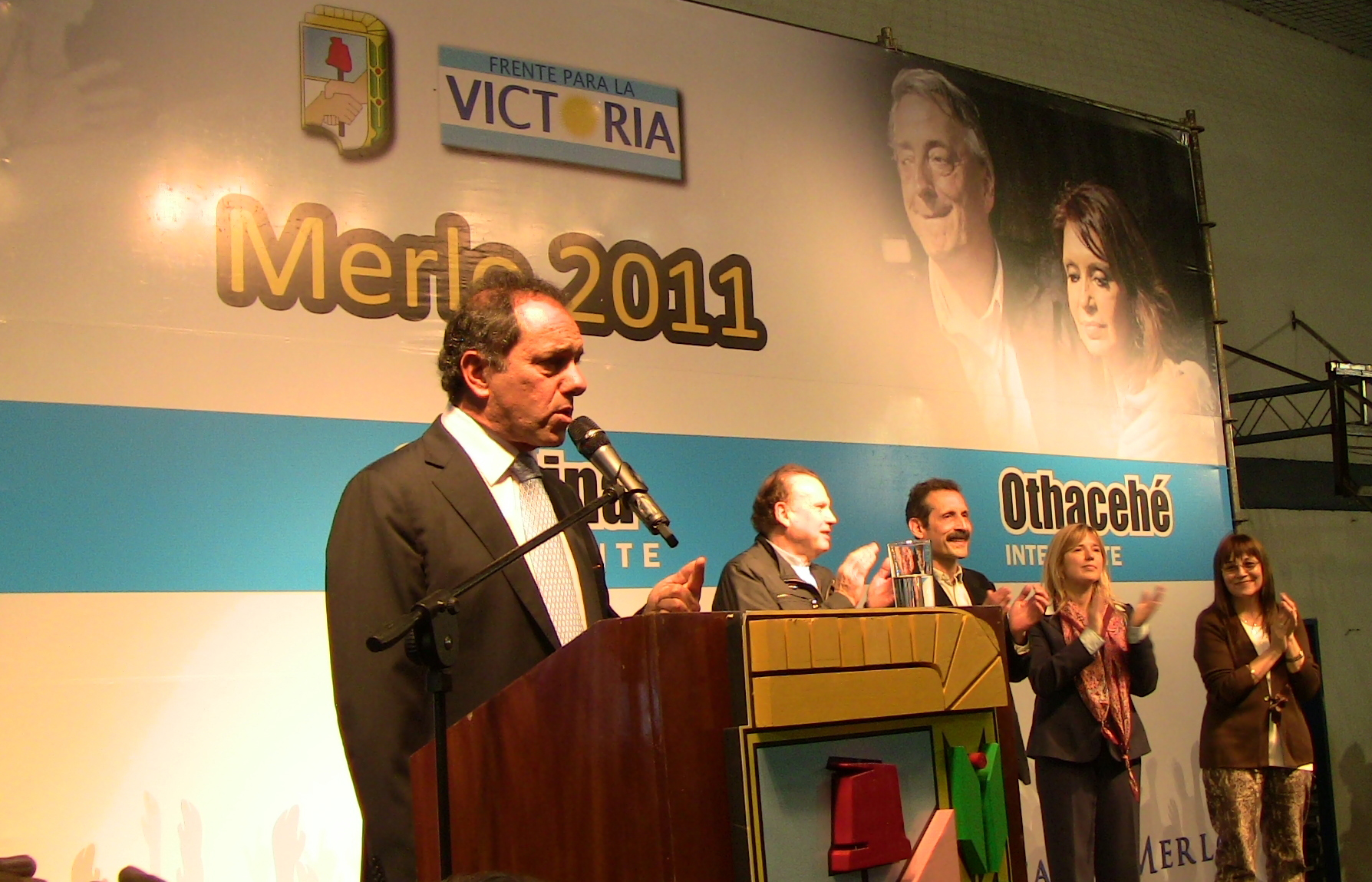
Daniel Scioli en Merlo. A la derecha, Othacehé, el diputado provincial Alfredo Lobby Antonuccio, la ministra Cristina Álvarez Rodríguez y la concejal Mónica Arnaldi.

En el transcurso de veinte años de gobierno, Othacehé siempre fue vencedor con un porcentaje mayor al 40% de los votos emitidos.
Gran parte del apoyo recibido por el electorado se debe al gran número de obras públicas realizadas durante su gestión, como aclara el periodista Héctor Poggi: «(los intendentes) les sacan el jugo electoral a las obras públicas solventadas con fondos de la Nación o de la Provincia, que estaban postergadas y que la actual situación económica permite concretarlas. Cloacas, asfaltos, escuelas, centros de integración comunitaria, etcétera, comienzan a hacerse realidad en zonas olvidadas». El investigador Carlos Gervasoni sostiene que las reelecciones continuas de los intendentes se deben a que en las mayorías de las intendencias del conurbano bonaerense, todos los medios de comunicación son oficialistas, hay un alto porcentaje de empleados municipales y la comunidad de negocios vive de lo que genera el municipio.
Sectores críticos a exintendente Othacehé han mencionado que la permanencia en el poder del exintendente se debió al uso discrecional de fondos destinados a ayuda social de los sectores más carecientes de la población: el sacerdote Miguel Velo denunció que el municipio «destina el dinero para ayuda social al clientelismo político».

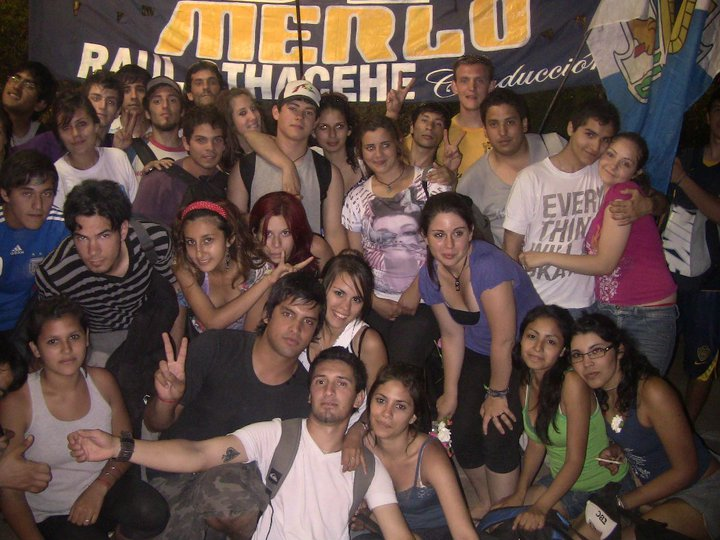
Chicos y chicas de la Juventud Peronista de Merlo demostrando su apoyo al exintendente Othacehé.

Othacehé basó su poder en que era intendente de un distrito que representa el 3,5% del padrón electoral de la Provincia, cuya población en 2012 supera los 500.000 habitantes que, según Othacehé, una comuna moderna no debería superar para facilitar su gobierno y sumar transparencia. La asistencia social es muy importante para la población de Merlo, uno de los distritos más pobres de la provincia, en donde las estadísticas indican que en el municipio de Merlo sólo se recauda el 20% de los impuestos; Merlo pertenece al conurbano bonaerense 4 (CB4), en donde, en 2009, la pobreza trepa al 49,1%, la indigencia al 17,2% y el nivel de desempleo al 17,8%.
El historiador Jorge Ossona señala que la pobreza condiciona negativamente la libertad del ciudadano con relación al político local del cual dependen económicamente para su subsistencia:

Donde hay pobreza estructural, la ley Sáenz Peña se cumple solo en apariencia.
Jorge Ossona

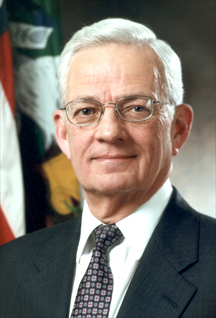
Paul O'Neill

La alta proporción de población pauperizada del distrito fue motivo para que Paul O'Neill, por aquel entonces Secretario del Tesoro de los Estados Unidos, visitara Merlo en agosto de 2002. Con Othacehé como anfitrión, O'Neill visitó el Hospital Municipal y un jardín materno infantil con la intención de tomar contacto con la dura realidad socioeconómica de Argentina. Un vecino, con gran sentido del humor, expresó:

¡Qué va a venir ese O'Neill, si acá se comen hasta los caballos!

Los altos índices de pobreza hacían que, para 2003, el 10% de los hogares de Merlo eran beneficiarios de los Planes Jefes y Jefas de Hogar, el segundo en la provincia con más planes asistenciales.
En 2013 el municipio de Merlo mantuvo un entredicho con la ONG TECHO, diciendo que esta construía «cuchas» indignas para la gente, además de cuestionar el informe de la ONG sobre la situación habitacional del distrito, con grandes asentamientos informales. Informes periodísticos independientes corroboran las críticas de TECHO.
Opositores denunciaron que personas que cobraban planes sociales fueron dados de baja del plan por no estar asociadas a punteros políticos de Othacehé.
Tan importante son estos planes que en 2003 Othacehé se quejó al gobierno nacional diciendo:

En Merlo repartieron planes por fuera del Consejo Consultivo (que presiden los intendentes). Esto fortalece a las organizaciones de izquierda que favorecen disturbios, como el Partido Obrero.
Raúl Othacehé

Según el dirigente de Barrios de Pie Daniel Menéndez:

...en La Matanza y en Merlo no hemos podido inscribir ni un vecino en los planes Argentina Trabaja, y según nos dicen los punteros de la zona es porque allí los planes van todos a los militantes del Gobierno, porque son para fortalecer la estructura del PJ local.

En noviembre de 2009 grupos piqueteros no kirchneristas protagonizaron un acampe de 30 horas en el frente del Ministerio de Desarrollo Social reclamando que se les permitiera incorporar más planes a los que hasta esa fecha habían dispuesto oficialmente y que no los obligaran a tramitar los expedientes a través de los municipios sino directamente en las oficinas dependientes de la ministra. Los manifestante acusaban a varios intendentes de impedir que sus organizaciones puedan incluirse en el plan y entre los más nombrados estaban Raúl Othacehé. A estas expresiones, Othacehé respondió: "Algunos piqueteros cortando la 9 de Julio no son 'la' protesta social, son cuadros políticos, militantes de partidos políticos de izquierda. Eso no es el pueblo: no quieren trabajo, quieren lío".

### Concejo Deliberante y Gabinete
Hasta el 9 de diciembre de 2015, el Concejo Deliberante de Merlo, cuenta con la mayoría absoluta de concejales que responden al intendente Othacehé.
El empresario David Zencich es el presidente de PRO Merlo y Presidente del Bloque Cambiemos en el Honorable Concejo Deliberante Local. Accedió a su cargo junto a la Concejal Sonia Lescano el 10 de diciembre de 2015. Por años Zencich fue aliado y sociopolítico del exintendente Othacehé.
La Unión Cívica Radical, también apoyó al exintendente Othacehé, presentando una oposición débil en el distrito a cambio de favores políticos. Su presidente — ya por muchos años— es el comerciante y concejal Sergio Arévalo.
A lo largo de los años, Othacehé logró conformar un formidable aparato político de unos seiscientos punteros y una red de informantes a los que se les da el nombre de "orejas".
Como tantos otros políticos en Argentina. Othacehé también practicó el nepotismo; entre el elenco de colaboradores del intendente Othacehé se encontraba su esposa, Mónica Arnaldi, a quien en 1995 Othacehé la designó presidente del Consejo Municipal de la Mujer y en 1997 fue elegida concejal del Concejo Deliberante de Merlo y en 1999 Othacehé pudo colocar a Arnaldi como diputada nacional; desde que finalizó su mandato en 2003 y hasta diciembre de 2015, Arnaldi fue concejal y en 2009 y 2015 fue cabeza de lista de la lista de concejales del Frente para la Victoria. En su paso por la cámara de diputados y en una de sus contadas participaciones en la cámara, Arnaldi fue famosa por insultar a la por aquel entonces diputada Alicia Castro gritándole "¡Puta!" y "¡Callate torta!". En 2015, Arnaldi era consejera del Consejo Superior de la Universidad del Oeste.
Su hijo menor Pablo Ignacio fue el secretario de la Juventud Peronista local y otro de sus hijos, Martín Alfredo, fue rector de la Universidad Nacional del Oeste (UNO).
Su nuera, la secretaria de Acción Social Cintia Carnabuci y su cuñada, la concejal Adriana Vera, que por años se desempeñó como presidente del Concejo Deliberante, también formaron parte de su gobierno.
Entre su círculo de colaboradores más cercano, el exintendente Othacehé tuvo al diputado provincial Alfredo "Loby" Antonuccio, el Secretario de Obras y Servicios Públicos Aníbal Héctor Pazos, Ricardo Giacomino, Sebastián Codini y los concejales Alfredo Scanga y Esteban Raúl Díaz, entre otros.

### Dichos y hechos
En noviembre de 2009 el intendente Othacehé criticó duramente al exdirector del ente recaudador bonaerense ARBA, Santiago Montoya, a quien se lo indicaba como futuro Ministro de Seguridad de la provincia, criticándolo por su filiación económica cercana al exministro de economía Domingo Cavallo:

Lo cierto es que Montoya, hijo dilecto de Domingo Cavallo, liberal a la antigua, ajeno al sentido popular, negador del peronismo, no debería tener ningún espacio en gobiernos peronistas que sostienen filosofías diferentes a los de él.
Raúl Othacehé

Años antes, el presbítero Vila, recordaba una conversación que tuvo con Othacehé al poco tiempo se asumir la primera intendencia:

Cuando él (Othacehé) fue intendente yo fui a saludarlo y salió defendiendo a (Domingo) Cavallo, que iba a solucionar los problemas de la gente.
Raúl Vila

En abril de 2010, en la apertura de las sesiones ordinarias del Concejo Deliberante de Merlo, el intendente Othacehé se refirió con sorna y despectivamente, acerca del respeto que genera en parte de la sociedad la figura del expresidente Raúl Alfonsín:

Ahora todos se acuerdan de Alfonsín, pero se olvidan de la hiperinflación... ¡se tuvieron que ir antes!... ¡¡del Pacto de Olivos!!... ¡¡¡de la Alianza!!!
Raúl Othacehé

## Críticas y acusaciones

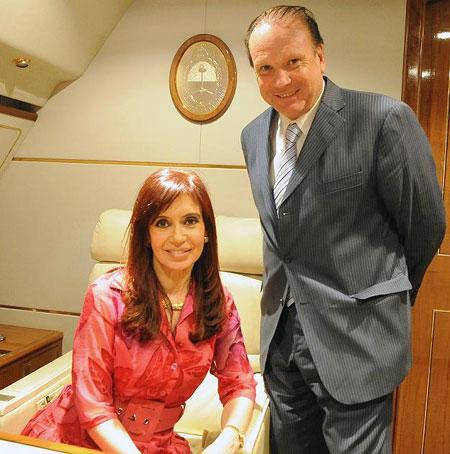
El intendente Raúl Othacehé junto con la expresidenta Cristina Fernández.

Pensaba también, en voz alta, que hubiera pasado en la Argentina si hubiéramos tenido en los años setenta, por ejemplo, este nivel de comunicación que tenemos hoy a través de la red. Tal vez no hubiera sido posible que en la Argentina hubieran 30 mil desaparecidos. El nivel de información y de articulación de la sociedad hubiera sido diferente.
Cristina Fernández, Wikisource

"¿La mafia de Othacehé no lo joroba? Yo lo sufrí en carne propia"
Del papa Francisco al intendente Gustavo Menéndez, Plaza de San Pedro, 30 de marzo de 2016.

Othacehé fue denunciado por organizaciones de derechos humanos por persecución y hostigamiento contra opositores. Desde 2010, fue investigado por la Comisión de Derechos Humanos de la Cámara de Diputados de la Nación y por el Servicio Paz y Justicia del Premio Nobel de la Paz Adolfo Pérez Esquivel.
A los reclamos de distintas organizaciones no gubernamentales por el respeto de los derechos humanos en Merlo, se sumó Poder Ciudadano —fundación apartidaria abocada en la defensa de los derechos cívicos y capítulo argentino de Transparencia Internacional— que le exigió al exintendente Othacehé para que no se persiguieran a las expresiones políticas opositoras de Merlo.
En 2003, organizaciones de derechos humanos denunciaron a Othacehé ante la Comisión Interamericana de Derechos Humanos (CIDH). Entre las denuncias que enfrentó, se encuentran: asesinatos y persecuciones a opositores políticos, extorsión a militantes con complicidad policial y política, destrucción de comedores populares de organizaciones sociales independientes del municipio, e intimidaciones y golpes a periodistas. También fue denunciado ante la Oficina Anticorrupción durante la gestión Kirchner, cuando el Ministerio de Justicia, Seguridad y Derechos Humanos estaba a cargo de Gustavo Beliz, pero la denuncia fue «archivada» como recompensa por el apoyo que Othacehé le dio a Kirchner.
Se denunció la connivencia entre grupos violentos relacionados con el peronismo local y la policía de la Provincia de Buenos Aires. Como ejemplo de lo antedicho, opositores a Othacehé relatan que el 20 de octubre de 2007, luego de finalizar un mitin político, fueron rodeados por matones — a los que ellos vinculan con el intendente — quienes los golpearon, interrogaron y los tiraron al suelo a golpes de puño y mientras les pisaban la cabeza y pateaban la costillas, los matones comenzaron a dar órdenes a dos agentes de la policía de la provincia que se habían acercado. El 22 de octubre la diputada provincial Laura Berardo repudió este ataque.

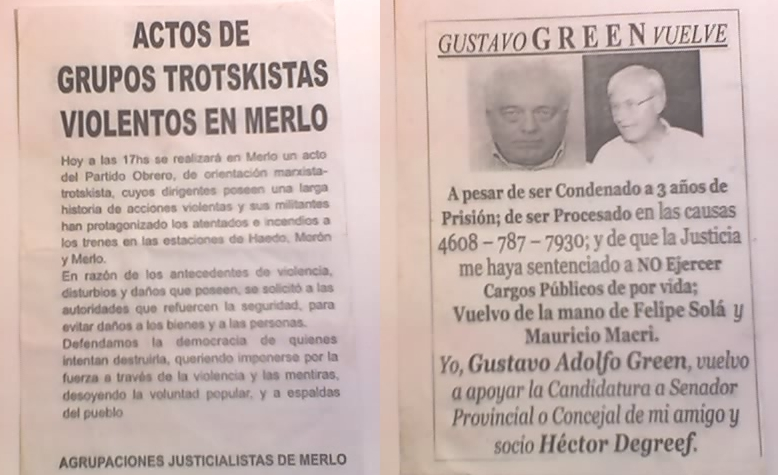
Panfletos contra opositores.

También se lo acusó de haber fomentado «volanteadas» –es decir, de lanzar en la calle de manera anónima volantes difamantes– con críticas contra opositores al intendente. Entre las acusaciones más comunes que se podían leer en los volantes, se encontraban ser borrachos, drogadictos o evasores de impuestos inmobiliarios.
Según las conclusiones de los diputados nacionales que asistieron a la Comisión de Derechos Humanos del 22 de abril reunida en Merlo: «la mayoría de las campañas difamatorias comienzan con volanteadas anónimas donde se pretende desprestigiar a la persona en el seno mismo de la comunidad; luego se la amenaza de muerte y, también, se obstruye su fuente de ingresos. En muchos casos se le arman causas judiciales, se la encarcela y se demoran los procesos.»
En sus filas, Othacehé reclutó a represores de la pasada dictadura militar: se pueden mencionar a los represores José Raimundo Moreno, del Batallón de Inteligencia 601, y José Pedro, un subordinado de Ramón Camps. Otro represor contratado por Othacehé es Osvaldo Seisdedos, un expolicía conocido como «el Desnucador» que, en agosto de 2008, fue designado secretario de Seguridad comunal tras haber sido exonerado de la fuerza en 2006. Luego de que su designación se hiciera pública, fue relevado de su cargo. Pero muchos señalaron que siguió asesorando a las fuerzas de seguridad de Merlo desde las sombras por largo tiempo.
Asimismo, la titular de Madres de Plaza de Mayo, Hebe de Bonafini y el piquetero Luis D'Elía han denunciado presuntas políticas represivas e intimidatorias de Othacehé.
El 9 de marzo de 2007, en la localidad de Padua, en medio de un ataque de llanto y mostrando una pancarta, una mujer le reclamó a Kirchner justicia por el asesinato de su hija, responsabilizando del hecho a Othacehé, quien estaba presente como anfitrión junto con el gobernador Solá.
La persecución contra opositores también se concretaban mediante la clausura de sus negocios por infracciones municipales mínimas, tal como le sucede a Miguel Nuin, propietario de la librería «Los Gracos» y dirigente del Partido Socialista Auténtico de Merlo, la última de estas clausuras efectuadas en abril de 2010.

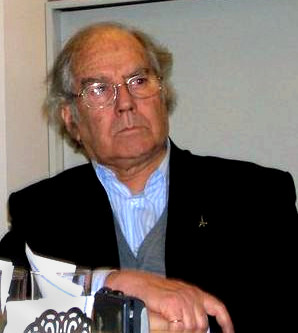
Adolfo Pérez Esquivel: «Las patotas de la intendencia son responsables del temor de los vecinos. Deberían ser investigadas. También habría que revisar la actuación de la policía y los jueces».

Además de la denuncia ante la Comisión Interamericana de Derechos Humanos, el exintendente Othacehé fue investigado por la Comisión de Derechos Humanos de la Cámara de Diputados de la Nación y por el SERPAJ (Servicio Paz y Justicia).
En 2010, el SERPAJ (Servicio Paz y Justicia, del premio nobel Adolfo Pérez Esquivel) comenzó a recolectar denuncias contra Othacehé y sus colegas, los intendentes Alberto Descalzo de Ituzaingó y Luis Acuña de Hurlingham.
En 2011, el Premio Nobel de la Paz, Adolfo Pérez Esquivel, definió al modus operandi del exintendente Othacehé como un "método violento" utilizado para enfrentar disidentes:

Las patotas de la intendencia son responsables del temor de los vecinos. Deberían ser investigada. También habría que revisar la actuación de la policía y los jueces.
Adolfo Pérez Esquivel

.

Se sabe que el intendente es una persona que se maneja más con patotas que con funciones con las que se debe manejar un intendente. Hubo muchas quejas de los vecinos por la presión por parte de Othacehé, una persona que maneja el Municipio como un feudo... Nosotros lo hemos investigado, pero aquí hay un problema que es el de la Provincia (Daniel Scioli): son aliados políticos y eso lo protege.
Adolfo Pérez Esquivel

.
A estas condenas se sumó la del Centro de Participación para la Paz y los Derechos Humanos (CePaDeHu), quien manifestó su «preocupación por la situación de activistas sociales y políticos, periodistas, religiosos, organismos de derechos humanos y vecinos que viven y/o desarrollan sus actividades en Merlo».
En 2011 la diputada Elisa Carrió vinculó a los Barones del Conurbano con la delincuencia juvenil, acusando a los intendentes de usar a los menores para delinquir y de lo obtenido del botín, los intendentes cobraban un porcentaje. También acusó a los intendentes de proteger a los distribuidores de cocaína y paco de sus distritos. Dándose por aludido, Othacehé declaró que Carrió «es una denunciadora compulsiva».
Othacehé ha desmentido que hubiese sido alguna vez denunciado por violaciones a los derechos humanos:

He venido notando, desde hace ya un tiempo, que en diversos artículos periodísticos aparecidos en este matutino, se viene diciendo que quien suscribe ha sido denunciado por violaciones a los derechos humanos. Esta seguidilla de manifestaciones, de alto contenido difamarte hacia mi persona, me hacen ver en la obligación de tener que aclarar que dichas expresiones no son ciertas.

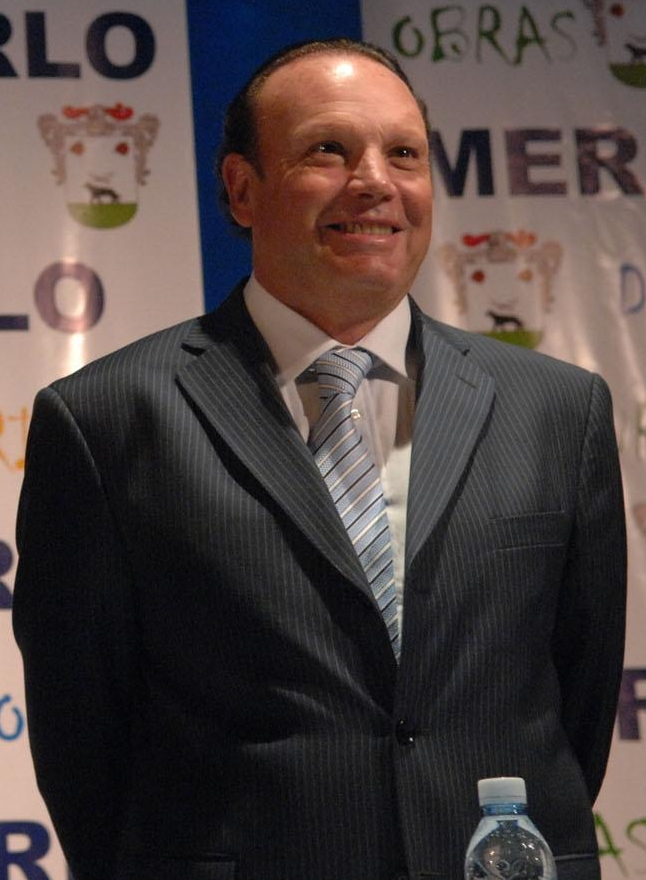
Raúl Othacehé.

Jamás estuve imputado ni denunciado por ninguna violación a ninguno de los derechos humanos. Nunca fui citado a declarar por ningún organismo judicial, ni administrativo, ni de ninguna índole, con relación a algún hecho de tal naturaleza. Tampoco fui requerido, oficial ni extraoficialmente, por ningún organismo de derechos humanos, ni público ni privado, nacional o internacional. Jamás siquiera se me informó de la existencia, en mi contra, de actuación alguna vinculada con la violación o quebrantamiento de este tipo de derechos, como de ningún otro.

Entiendo que, lamentablemente, existe la alta probabilidad que Clarín se haya hecho eco de versiones falaces e interesadas que han echado a rodar malintencionadamente algunos de mis circunstanciales e inescrupulosos adversarios políticos.

Por consiguiente, y apelando a la seriedad y el profesionalismo con que habitualmente se desempeña ese medio de prensa, le solicito para la próxima ocasión el prudente abordaje y examen de las fuentes con que se nutre tan sensible información.
Raúl Othacehé, intendente saliente de Merlo

A pesar de estas denuncias, la presidenta Cristina Fernández, quien hizo de la defensa de los derechos humanos una causa de su gestión, apoyó políticamente a Raúl Othacehé tal como lo hacen notar los periodistas Nelson Castro y Alfredo Leuco.
Cabe destacar que, durante su intendencia, el doctor Othacehé fue el presidente de la Comisión Municipal de Derechos Humanos del Partido de Merlo. La presidenta decía:

Los derechos humanos están por sobre todas las cosas. No pueden ser motivo de realpolitik.
Cristina Fernández

### El caso Lucena
En las elecciones internas del peronismo de Merlo de 1995, la pelea entre Othacehé y el empresario Juan Carlos Lucena fue particularmente violenta, tanto que, en un mitin político, Lucena fue herido en el brazo con una bala calibre 38 a la altura del pecho.
Lucena era propietario del boliche «El monumental» que estaba en la ciudad de Merlo, ciudad cabecera del partido. Tras la victoria de Othacehé, Lucena mudó el local al municipio vecino de Moreno.

### Destitución de concejales opositores
A lo largo de sus intendencias, nueve miembros opositores del Concejo Deliberante fueron destituidos por medio de maniobras irregulares.
Entre los concejales perseguidos o destituidos se encuentran:
- Juan Carlos Pazos (Partido Justicialista).
- María Fernanda Márquez (Frepaso).
- Raúl Quiroz (Frente Grande).
- Miguel Ángel Rodríguez (Partido Intransigente).
- Rodolfo Enrique Belén (Frente Grande).
- Fernando Aguirre (Partido Justicialista).
- Oscar Palacios (Partido Justicialista).
- Horacio Cepeda (Movimiento Libres del Sur).
- y la última, Roxana Monzón (Grande Merlo).[55]

La concejal Beatriz de Arma (UCR, mandato 1997-2001), aunque no pudo ser destituida, fue víctima de una campaña difamatoria con panfletos que la acusaba de corrupta:

Betty de Arma evade impuestos y vende alimentos que carecen de control sanitario. Yo voté por el cambio, y el cambio quedó en el bolsillo de la concejal.

El también peronista y rival de Othacehé, Oscar Palacio, concejal (1985-93), senador provincial y diputado provincial, acusó al exintendente de perseguirlo y de haber mandado personas a robar su domicilio. El también concejal peronista Juan Carlos Pazos acusó a Othacehé de haberle «plantado» drogas y de haberlo mandado a prisión en 1995 por 26 meses. Pazos fue sobreseído y la jueza de Morón que lo encarceló como jefe de una banda de narcotraficantes, Raquel Morris Dloogatz, debió renunciar cuando fue denunciada como encubridora de una red de policías corruptos.

### Ataques contra comedores populares
En una fría noche de invierno de 2002, en plena Crisis de 2001, sobre la Avenida del Libertador, en pleno centro de Merlo, unas cincuenta personas peleaban por las sobras de comida de un local de comida rápida de la cadena McDonald's. Esta escena fue presenciada por un grupo de personas que decidieron organizar una comedor popular en la puerta misma del fast-food. Cuando el comedor popular se adhirió al Movimiento Teresa Rodríguez comenzó a ser perseguido por el gobierno municipal de aquel entonces.
Todo aquel comedor comunitario que no estuviese organizado por el gobierno municipal de Raúl Othacehé fue atacado y destruido y muchos de sus organizadores intentaron denunciar ante las autoridades los atropellos por ellos sufridos.
Carmén Villafañe, la fundadora del comedor “La Estrellita” sufrió el secuestro de una de sus hijas de 16 años, la cual fue torturada por desconocidos.
El propio presidente Néstor Kirchner fue testigo de desesperadas denuncias de mujeres que clamaban ser perseguidas por Othacehé. El 16 de noviembre de 2006, en un acto oficial en Casa Rosada, la señora Marisel Vázquez, que a viva voz pedía hablar con el presidente, interrumpió un discurso del jefe de Estado, denunciando con lágrimas en los ojos que Othacehé le había destruido su comedor comunitario:

Señor presidente, señor presidente. La patota del intendente de Merlo me tiró la casa, tiró abajo un comedor comunitario. Me tiró la casa. También amenazó a mi familia.

### Amenazas a De la Rúa
La relación de Othacehé con el gobierno de Fernando De la Rúa y la Alianza fueron tensas desde un principio.
En 1997, durante una campaña electoral legislativa, Graciela Fernández Meijide denunció que militantes de la Alianza fueron objeto de amenazas y acoso por parte de militantes peronistas que respondían a Othacehé. En este sentido, Fernández Meijide relató que la policía respondía al por aquel entonces intendente de Merlo, Raúl Othacehé, detuvo a militantes de la Alianza, se incautó de una camioneta del radicalismo y:

...le puso una itaka en la cabeza al candidato a concejal Agüero, advirtiéndole que las paredes de Merlo son del justicialismo.
Graciela Fernández Meijide

Durante su paso como ministro de Gobierno, Othacehé fue famoso por su polémica declaración de mayo de 2001 en relación con el gobierno de Fernando De la Rúa:

Con los problemas que hay en el país, si entre los justicialistas existiera una intención golpista, el presidente Fernando de la Rúa caería en 24 horas, qué digo 24, en 12 horas se terminaría.
Raúl Othacehé

De la Rúa cayó seis meses luego de ésta declaración. Othacehé y el exintendente de Moreno, Mariano West, fueron investigados por la Justicia, acusados de haber instigado los saqueos de diciembre de 2001 que terminaron con la caída de De la Rúa.

### El caso Mattarollo y la denuncia ante la CIDH
La persecución contra la abogada Rosana Mattarollo se inició en 2003 cuando la empresa de colectivos Transportes del Oeste quebró, dejando a más de 80.000 usuarios sin servicio de transporte público. Esta situación fue aprovechada por cientos de personas que —luego de la Crisis de 2001— se habían quedado sin trabajo, vieron la oportunidad de obtener algún ingreso como cuentapropistas, prestando el servicio de auto de alquiler sin contar con permiso municipal, servicio conocido popularmente como «remises truchos». Con el tiempo los conductores de estos autos de alquiler comenzaron a ser extorsionados por parte de la policía y aquellos que se negaban a pagar se les quitaban el auto. Muchos de los extorsionados buscaron los servicios de la abogada Mattarollo quien patrocinó a alguno de ellos. De allí en más Mattarollo y su familia comenzaron a recibir amenazas.
Las reiteradas amenazas y el acoso por parte de gente vinculada con el gobierno municipal de Othacehé llevaron a Mattarollo y su esposo a presentar una denuncia por violación a los derechos humanos ante la Comisión Interamericana de Derechos Humanos.
Tiempo después Mattarollo se convirtió en referente local del ARI y defensora de perseguidos políticos del intendente Othacehé, entre ellos el sacerdote Raúl Vila.
En la actualidad, la doctora Matarollo milita en la agrupación política M.I.L.E.S.

### Castelvi y Delbono
Durante la administración de Raúl Othacehé un grupo de periodistas denunciaron haber sido objeto de persecuciones por parte del gobierno municipal de aquel entonces, entre ellos se destacan los casos de Emilio Castelvi y Eduardo Delbono.
Castelvi trabajó en Radio Ciudad de Merlo entre 1989 y 1996. En 1995 conducía un programa cuando se le acercó un hombre con copias de unos cheques que daban cuenta de pagos del poder político a intendentes y a la policía. Castelvi difundió el tema en su programa. De inmediato empezaron los ataques contra la radio y contra el periodista. Lo golpearon en la calle y lo amenazaron que le iban a «hacer antorcha» (prender fuego) a la familia. En agosto, su hermano Alejandro murió quemado. Emilio Castelvi volvió a ser atacado en su casa e incluso fue secuestrado y torturado. En 1997 se fue a Estados Unidos y en 2001 tuvo que huir al Canadá cuando comenzó a recibir amenazas de personas supuestamente provenientes de Argentina y hoy es delegado de Human Rights Worldwide en Canadá.
El periodista Eduardo Delbono también denunció que fue perseguido por gente cercana al intendente Othacehé. El jueves 18 de septiembre de 2003 a las ocho de la mañana dos sujetos armados ingresaron en el estudio de la FM Radio Ciudad 91.1 de Merlo y el conductor del programa Buenos días ciudad, Eduardo Delbono, fue reducido por uno de los sujetos, que con una pistola 45 le gatilló dos disparos en la cabeza, aunque afortunadamente no salieron los tiros. Le advirtió que «la cortara con lo que dice en el micrófono, que se estaba zafando». Delbono aseguró que «algunos personajes vinculados con el exintendente Othacehé» le habían sugerido que «no les diera espacio en la radio a los políticos opositores», algo que Delbono desobedeció.

### El caso Knor y el enfrentamiento con su hermana
Uno de los primeros y más violentos casos a los que se lo involucró a Othacehé fue la misteriosa muerte del Consejero Escolar José Luis Knor ocurrida el 21 de abril de 1994. Knor pertenecía a la misma agrupación política de Othacehé y supuestamente tenía intenciones de presentar una serie de denuncias al gobernador de la provincia de Buenos Aires por supuestas malversaciones de fondos en la municipalidad de Merlo. Knor y su chofer murieron en un accidente automovilístico en circunstancias nunca esclarecidas.
Como un desprendimiento de la red de corrupción dentro del Consejo Escolar de Merlo y la muerte de Knor, Othacehé tuvo un enfrentamiento con su propia hermana, Zulema Othacehé, quien formaba parte del Consejo Escolar y se opuso a ciertos negocios espurios y fue desplazada del cuerpo municipal y se la intentó declarar judicialmente como insana.
La misma Zulema Othacehé declaró que su hermano le advirtió que no se entrometiera debido a que tenía «comprada» a la policía, a los jueces de Morón y a la prensa.
La hermana del intendente se negó desistir con las denuncias y entonces comenzó a recibir llamadas telefónicas intimidatorias. A su vez, su hija era hostigada por personas que iban en un automóvil y su casa fue baleada.
La situación estalló en una oportunidad que, en medio de empujones, Othacehé arremetió contra su hermana:

En ese momento se acercó mi hermano y me empezó a gritar: «¡Chorra! ¡Narcotraficante! ¡Drogadicta!», algo que me llamó la atención porque coincidía con unos graffitis que yo denuncié en su oportunidad.
Zulema Othacehé

Othacehé admitió estar peleado con su hermana y respondió:

Se vio involucrada en una maniobra delictiva y quiso que yo tapara todo. Como no lo hice...
Raúl Othacehé

Años después Othacehé respondía al periodista Jorge Pizarro en el programa televisivo «La Información»:

Mi hermana tuvo conmigo diferencias por el trabajo institucional hace unos cuantos años. Nos cruzamos bastante fuerte. Yo no quise aceptar algunos requerimientos que ella me hacía. No le pegué, no la secuestré, no la empujé (…) Hoy me llevo perfectamente con mi hermana, he recompuesto.
Raúl Othacehé

### Connivencia con el Poder Judicial de Morón
Como fue mencionado unos párrafos arriba, en 1987 como diputado provincial, Othacehé formó parte de la Comisión de Acuerdos de la Cámara Provincial de Diputados. Según varios observadores, es desde aquella época que se inicia un estrecho vínculo entre Othacehé, la justicia local y los principales jefes policiales, época en la que el exsenador provincial Horacio Román «controlaba» la Comisión de Seguridad de la cámara alta bonaerense y era él quien «digitaba» las principales designaciones en los estrados judiciales e incluso en los puestos relevantes en la Justicia y policía bonaerense.
Opositores a Othacehé afirmaron que muchos jueces y fiscales del Departamento Judicial de Morón — cuya jurisdicción incluye al Partido de Merlo — respondían a las órdenes del exintendente. Además de las antes mencionadas declaraciones de Zulema Othacehé
se sumaron las declaraciones del presbítero Vila: «Estoy seguro que a la policía la maneja Othacehé, y a algunos jueces del Departamento Judicial de Morón también»
y con lo dicho por la diputada nacional Victoria Donda: que Othacehé tiene «contactos con la Justicia de Morón, que es la que recibe la mayoría de los casos, y con la policía local» y de «ser la cabeza (jefe) de un 'entramado' de impunidad en complicidad con los Tribunales (jueces) de Morón». Dirigentes del Partido Obrero, querellados por Othacehé, denunciaron que, por sus declaraciones hechas en la ciudad de Buenos Aires, Othacehé pretende que sean juzgados en los Tribunales de Morón, en donde él tiene «jueces amigos».
El vecino Gastón Marin contó cómo el propio Othacehé le ofreció 50 000 pesos para que silenciara la muerte de su propia hija ―sucedida en circunstancias sospechosas en un hospital del distrito― y cómo el juez de turno lo amenazó para que deje de reclamar el esclarecimiento de los hechos.

### Connivencia con la policía
Además de la denuncia de Patricia Bullrich y otras, la connivencia entre la policía bonaerense y los Barones del Conurbano, y en particular con el exintendente Othacehé, ha sido varias veces mencionada.
Cuando la policía no respondía al exintendente sufrían las consecuencias. Esto sucedió en 2010, cuando miembros del destacamento policial de la localidad de Pontevedra auxiliaron al sacerdote Miguel Velo —en malas relaciones con el intendente Othacehé— a desalojar una propiedad perteneciente a la diócesis que estaba ilegalmente ocupada: como consecuencia del auxilio que le prestaron al sacerdote, todos los miembros de la comisaría fueron echados. En marzo de 2011, cuando un grupo de militantes políticos fueron atacados por personas que relacionan con el intendente Othacehé y quisieron hacer la denuncia a la policía, los efectivos policiales de la comisaría de San Antonio de Padua no aceptaron recibir la denuncia diciendo: “Si la tomamos, nos echan de la comisaría".
El periodista Carlos Pagni dice:

Hay enclaves en la Provincia de Buenos Aires de mafias ligadas al poder que no pueden ser penetradas por la propia policía, por la conducción de la policía. Y esto sucedió en Quilmes, sucede en San Martín (…) sucede en Merlo, normalmente donde ha habido o donde hay grandes caudillos políticos que han tenido por debajo "túneles" con las fuerzas policiales y con un entramado más o menos delictivo ligado a la política.
Carlos Pagni

### El caso Manuel de Arma

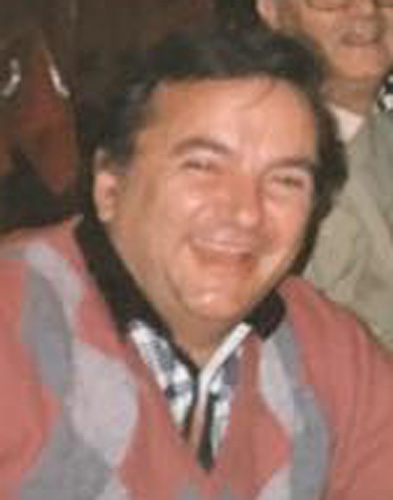
Manuel de Arma.

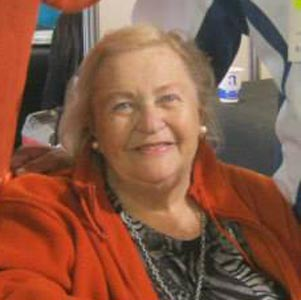
Beatriz de Arma.

El 11 de abril de 2001, cuando Othacehé era ministro de Gobierno de la Provincia de Buenos Aires, el exsenador provincial Manuel de Arma (mandato 1987-91, miembro de la Unión Cívica Radical), se quema a lo bonzo frente al Palacio Municipal de La Plata exclamando: «¡Othacehé me presiona!». A los pocos días, De Arma murió y luego se supo que el exsenador acusaba a Othacehé de perseguirlo y amenazarlo.
Othacehé expresó: "Lo lamento mucho, Manuel de Arma tenía un grave problema psiquiátrico".
Según propias palabras de la hermana de Manuel de Arma, la exconcejal radical Beatriz de Arma, negó que su hermano sufriera de problemas psiquiátricos y que la persecución de Manuel de Arma se inició como un intento de desplazarla a ella del Concejo Deliberante de Merlo:

Desde hace meses le están haciendo la vida imposible a Manuel y a la Asociación de Turismo Social. En Merlo, los que no pensamos como Othacehé tenemos miedo por nuestras vidas. Sigue siendo el que tiene el poder en la Municipalidad, es el que maneja todo y yo lo hago responsable de lo que le pasa a mi hermano Manuel.
Beatriz de Arma

Quince años después, el 15 de abril de 2016, se pudo homenajear a los hermanos de Arma con la inauguración del Espacio de la Memoria "Manuel de Arma"

### Vínculos con las barras bravas
En Merlo, los hermanos Caio y Cuni Salazar manejaban la barra del equipo de Deportivo Merlo y arreglaron con las autoridades del municipio que lideraba Raúl Othacehé que la tribuna fuera una extensión del Justicialismo. Y cuando hubiese manifestaciones opositoras, los hermanos Salazar organizan grupos de matones para reprimir violentamente cualquier acto opositor. Dante Zalazar está imputado por el asesinato de una persona y está enfrentado con su hermano Matías, un conflicto que estalló en un partido del campeonato de la Primera "B" de la temporada 2008/2009 cuando se produjeron graves incidentes entre las fracciones del Parque San Martín y el Barrio Matera. El 30 de octubre de 2009, Dante trató de asesinar a otro de sus hermanos, Carlos alias «Caio» y en el intento hirió con un arma de fuego a su propia madre. Otro de los jefes de los grupos de choque del intendente Othacehé es Carlos «Turco» Siede, antiguo jefe de la barra brava de Argentino de Merlo.
El propio Dante Salazar confesó la relación de los hooligans locales con el intendente Othacehé:

El jefe (de la barra brava) soy yo, que muevo 300 personas y lo hago por amor al club. Caio no tiene más de 50, pero lo banca (apoya) la Política y la Policía. El quilombo (problema) lo armó él, que es la manzana podrida porque labura (trabaja) para Othacehé y le dijeron "la tribuna debe ser del Municipio", y al no conseguirla, tira tiros.(...) Mirá, el problema nace en 2009. A Caio de la Intendencia le dicen "tenemos a Midland y Argentino pero en Deportivo no entramos. Ganala". Para eso le dieron gente, guita (dinero) e impunidad para robar. Anda a los besos con el jefe de la comisaría, algo grosso (importante) debe saber porque ni a un buchón (soplón) le dan tanta cabida (importancia).(...) Quieren dominar la tribuna pero yo al Intendente no se la doy. El jefe de la barra soy yo.

### LaCrisis de diciembre de 2001y las asambleas de Merlo
Tras la crisis de diciembre de 2001 en Argentina se multiplicaron las manifestaciones populares en todo el país. En Merlo, la más importante de ellas se produjo el 22 de febrero de 2002. Al anochecer de aquel día, una gran protesta de vecinos —algunos de ellos reclamaban por la mala calidad del agua que proveía Aguas del Gran Buenos Aires (AGBA), otros eran trabajadores despedidos de la empresa de colectivos Libertador San Martín— se congregó para protestar en la avenida principal de Merlo; cuando marchaban, los manifestantes fueron encerrados y atacados con palos, piedras y tiros por numerosas personas pertenecientes a las barras bravas de Deportivo Merlo, Deportivo Midland y Argentino de Merlo que los superaban en número.
Muchos de los manifestantes quedaron con heridas de gravedad y tuvieron que ser atendidos en el hospital de General Rodríguez, debido a que en Merlo les negaron la atención.
El periodista Miguel Bonasso relataba lo sucedido aquel día:

En la noche del mismo 22 vecinos de Merlo salieron a la avenida principal (la del Libertador), para protestar por el servicio de agua contaminada que les brinda el municipio conducido por el “Vasco” Raúl Othacehé, ex secretario de Gobierno de Carlos Ruckauf y prospecto, según algunos, de ministro del Interior de la Nación. Mientras coreaban consignas y golpeaban las cacerolas, los más avisados descubrieron que estaba ocurriendo algo raro: no se veían policías por ningún lado. Pronto comprendieron el porqué de la zona liberada: a dos cuadras de la plaza principal, “buchones” infiltrados en las columnas se abrieron a toda velocidad y unos 150 matones que aguardaban esa señal se abalanzaron sobre los vecinos para golpearlos con singular bestialidad. Igual que en Ituzaingó, los pesados venían en un camión y dos micros. Uno de ellos perteneciente a la oficialista Unidad Básica Número 2. Mientras muchos vecinos –entre ellos no pocos comerciantes– auxiliaban a los manifestantes y llevaban más de veinte heridos al hospital de General Rodríguez, llegó la policía y, amablemente, les pidió a los patoteros que se calmaran. Los “muchachos” se relajaron y se alejaron dando vivas “al vasco Othacehé” y cantando la marcha peronista.
Miguel Bonasso

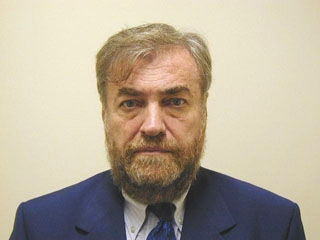
Miguel Bonasso.

Estos actos violentos llevaron al diputado Luis Zamora a presentar ante la Cámara de Diputados de la Nación, el proyecto de resolución 0000-D-02 en donde se exige al gobierno provincial que investigue los acontecimientos del 22 de febrero y hace saber el repudio de aquellos actos de violencia. En el mismo sentido, los diputados nacionales Graciela Ocaña y Alfredo Bravo presentaron el proyecto de resolución 0675-D-02, pidiendo que se investiguen los hechos ante mencionados.

### Conflicto con la Iglesia
Durante la intendencia de Raúl Othacehé surgieron una serie de conflictos entre aquel y miembros de la Iglesia católica local. El presbítero Raúl Vila, quien se autodefine como peronista, con más de 40 años de trabajo pastoral en Merlo y quien desde su juventud pertenece al Movimiento de Sacerdotes para el Tercer Mundo, fue objeto de persecuciones y campañas difamatorias contra su persona. Amigo del presbítero Carlos Mugica, Vila conoce a Othacehé desde la década de los setenta, cuando el por aquel entonces joven Raúl Othacehé simpatizaba con Montoneros y solía visitar la casa del sacerdote.
La persecución contra Vila se inició cuando el sacerdote patrocinó una agrupación política local llamada «Merlo Tiene Kura» —agrupación política que incluía a piqueteros y miembros del partido comunista, entre otros— todos opuestos al intendente de Merlo.

El mismo Vila contó que:

Una vez Othacehé lo llamó a Bargalló y le dijo: «Usted no se meta en lo social». ¡Cómo la Iglesia no se va a meter en lo social, en donde vivimos! Él se cree el dueño de Merlo.
Raúl Vila

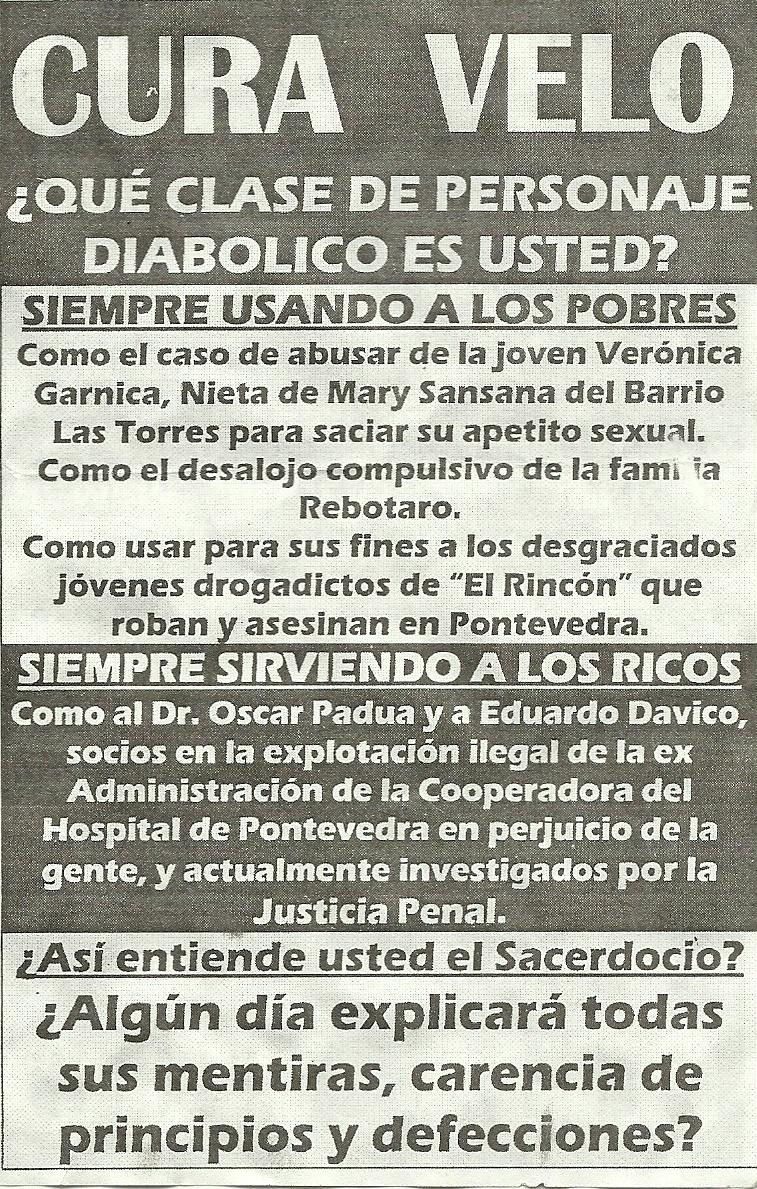
Panfleto anónimo contra el sacerdote católico Miguel Velo, en donde se lo acusa de violador.

El presbítero Vila fue acusado por defraudación a la administración pública y fue denunciado por el propio Othacehé por lo que está siendo juzgado en los Tribunales de Morón.
Mientras se desarrollaba el juicio por estafa y defraudación, el Juez de Paz de Merlo dictaminó que en el comedor de Vila —al igual que en caso de Miguel Nuin— se encontraba en precarias condiciones edilicias, ausencia de medidas de seguridad mínimas, hacinamiento de niños que habitaban en espacios reducidos, falta de higiene y gran cantidad de alimentos en mal estado.
Al conocer la noticia que sería llevado a juicio, Vila afirmó:

Tuve más suerte que otra gente que le pusieron droga u otros curas a quienes robaron y hasta le quemaron la iglesia. Es un oscuro método político del intendente.
Raúl Vila

Además de Vila, fueron amenazados otros religiosos con los que tiene en común su adhesión al movimiento de sacerdotes del Tercer Mundo: el presbítero Miguel Velo, quien defendió a más de 600 familias de trabajadores despedidos del Frigorífico CEPA,
el fallecido presbítero Juan Carlos Martínez, quien fue difamado con panfletos calumniosos contra su persona por haber testificado a favor de un opositor a Othacehé, y al presbítero Luis Guzmán Domínguez, médico en un hospital de la zona que denunció irregularidades en el nosocomio y el también médico y presbítero José Resich a quien le quemaron su casa por criticar al gobierno municipal.
Panfletos, pintadas y afiches anónimos alcanzaron a los miembros de la Iglesia Católica y al propio obispo Bargalló. Allí se los acusaba de haber mantenido supuestos vínculos políticos con la dictadura, de desviaciones sexuales y hasta de narcotráfico; el propio obispo fue víctima de la violencia de barras bravas y matones que apedrearon la capilla donde daba misa en apoyo al trabajo social que un grupo de laicos hacía en uno de los barrios de Merlo.
Estos hechos llevaron a los sacerdotes de la diócesis de Merlo-Moreno y a su obispo Fernando María Bargalló — reunidos en la ciudad de Pilar — a solidarizarse con los sacerdotes atacados, haciendo público un documento en donde se criticaba elípticamente al intendente Othacehé.

Carta a las comunidades cristianas y a todo el pueblo de Merlo y Moreno (fragmento).

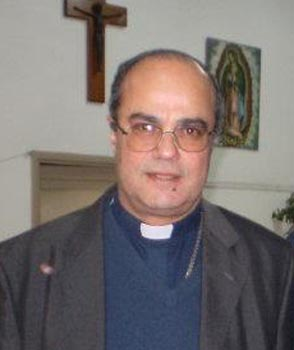
Fernando Bargalló.

«Felices los que tienen hambre y sed de justicia porque serán saciados»
Nosotros los sacerdotes de Merlo Moreno reunidos junto a nuestro padre Obispo en la Décima Semana Pastoral, hemos mirado el camino recorrido en nuestra diócesis en sus primeros 10 años compartiendo los gozos, esperanzas, tristezas y angustias de nuestros barrios y comunidades (...) Los sacerdotes de Merlo Moreno, no estamos acostumbrados a hacer declaraciones públicas, pero dada la gravedad de algunos hechos ocurridos en estos últimos tiempos, nos vemos en la obligación de hacerlo.
Nos referimos concretamente a una campaña difamatoria contra dos hermanos sacerdotes, el Padre Miguel Velo de Pontevedra y el Padre Raúl Vila de Merlo. Campaña basada en la calumnia que ha intentado desacreditar y desvalorizar su persona y su tarea como sacerdotes.
Todos los sacerdotes de Merlo Moreno queremos expresar nuestra solidaridad con ellos, y denunciamos ese accionar maligno e injusto que afecta en ellos a toda la iglesia diocesana. Afecta incluso, la persona de nuestro Padre Obispo, Fernando Maria Bargalló, quien públicamente denunció también en su momento la aberración de esta metodología cobarde y perversa.
Lamentablemente tenemos que reconocer que acontecimientos como estos vienen sucediendo desde hace tiempo, y que, llamativamente, afectan en particular a personas u organizaciones sociales que tienen un criterio o línea de acción diferentes de las predominan políticamente en Merlo.
A quienes están detrás de este accionar que denunciamos, queremos decirles que una sociedad no se construye nunca sobre la base del engaño, la difamación y la violencia, sino sobre los valores de la verdad, el respeto, la justicia y la paz.

A todo el pueblo de Merlo y Moreno a quienes intentamos servir en lo que toca a la fe y la dignidad humana, invitamos a fortalecer el compromiso ciudadano por la construcción del bien común, rechazando «las prácticas demagógicas y presiones indebidas, como el clientelismo y la dádiva», y viviendo siempre en el respeto mutuo y en la valoración de cada persona, grupo y comunidad (...).
Obispo y Sacerdotes de Merlo – Moreno
Pilar 24 de mayo de 2007

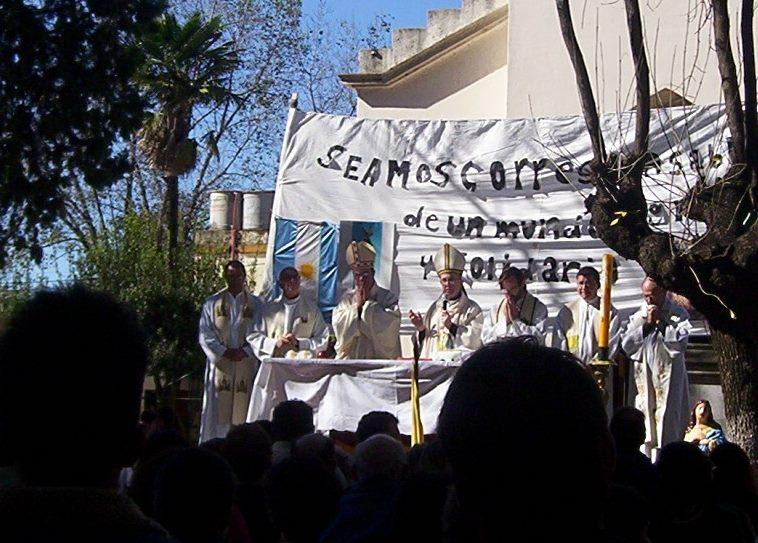
Monseñor Jorge Bergoglio junto con el obispo Fernando Bargalló y los sacerdotes Miguel Velo y Raúl Vila, Pontevedra, 6 de junio de 2007.

Dos semanas después de la publicación de la carta, el entonces arzobispo de Buenos Aires Jorge Bergoglio se solidarizó con la comunidad y con los sacerdotes perseguidos en su homilía pronunciada en la ciudad de Pontevedra, 6 de junio de 2007 en una parroquia que está bajo la advocación de la Nuestra Señora de Fátima:

... (Pablo y Bernabé) volvieron a esa ciudad de Listra e Iconio y confortaron a los discípulos. Los confortaron porque les daban palizas. Confortaron a los discípulos y los exhortaron a perseverar en la fe, y les recordaron que es necesario pasar por muchas tribulaciones para estar en el Reino de Dios. Esta carta de identidad, esta cédula de identidad que es el Amor, a muchos no les gusta, y cuando uno quiere hacer algo de amor, cuando uno quiere edificar en la solidaridad, quiere unir a un pueblo, como hacían los apóstoles, quiere predicar a Jesucristo con esta cédula de identidad que nos dio Él, que es la del Amor, enseguida se arma lío, enseguida lo persiguen, enseguida se crean tribulaciones. Yo sé que ustedes como pueblo católico no la está pasando bien, ¿no? Y sé que el padre Miguel (Velo), uno de los mejores curas de Buenos Aires que quiso venir a misionar y me pedía venir a misionar… ¡y bueno, andá!, tampoco la está pasando bien. ¡Pero me alegra mucho que no la están pasando bien por esta cédula de identidad, por amor, por querer cambiar las cosas para mejor! Jesús, por predicar el amor… ¡vean lo que le hicieron! Y a los discípulos le van a hacer lo mismo. (...) A este mundo le cuesta tragar el amor, porque es más fácil el odio, la rapiña, la venganza, la bronca, la desunión. El Diablo siempre siembra la desunión. (...) El mensaje del Evangelio no es insultara nadie, no es pisar la cabeza a nadie, no es dejar sin trabajo a nadie, el mensaje del Evangelio es el Amor..

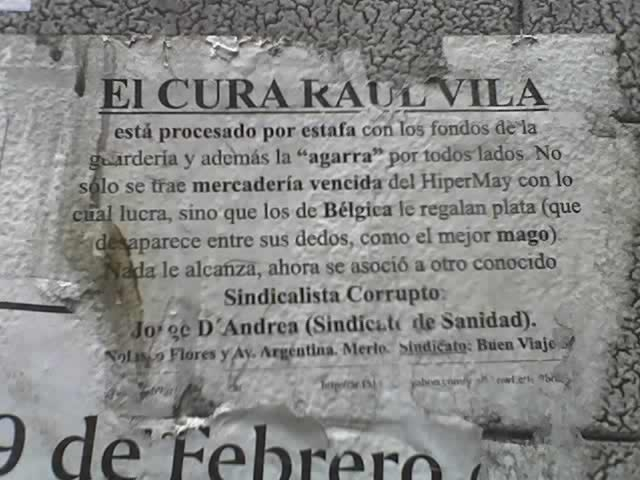
Panfleto contra Raúl Vila.

El arzobispo Bergoglio fue despedido de la misa con huevazos por un grupo de mujeres.
El enfrentamiento entre el obispo y el intendente se agravó cuando Bargalló se solidarizó con la lucha de los estudiantes del CBC de Merlo.
Al igual que le ocurriera al presbítero Vila en enero de 2009, el obispo Bargalló fue asaltado en su propia casa del humilde barrio Las Catonas de Moreno.
La campaña difamatoria contra el obispo Bargalló continuó con un nuevo episodio ocurrido el 12 de junio de 2009. En esa fecha el obispo Bargalló organizó en las instalaciones del Colegio de la Consolata de Merlo una mesa redonda con todos los partidos políticos que participarían en las elecciones municipales de ese año y de improviso el supuesto candidato a concejal por la agrupación Consenso Federal, Roque Morales, irrumpió en la reunión acusando al obispo de tener una «pasión por Las Vegas», una insinuación a una supuesta adicción al juego del prelado católico. Los seguidores de Othacehé acusaron a Bargalló de meterse en política y de ocuparse poco de los pobres,
tal como fue expresado en el sitio oficial del intendente Othacehé, MerloGBA, con las siguientes palabras:

...institucionalmente la Iglesia Católica, referencia mayoritaria de la amplia mayoría del pueblo argentino, al pretender ingresar al mundo de la política en forma activa, comienza a apartarse, tal vez inconscientemente, del camino indelegable de la fe...

En otra escalada de la campaña difamatoria, el periódico oficial MerloGBA y el programa Sesión Permanente de la también oficialista televisora local TPO (Televisora Privada del Oeste), reprodujeron en los meses de febrero y marzo de 2010 la denuncia hecha por Eusebio «Yngui» Zeballos, supuesto referente de la comunidad boliviana de Merlo y bloguero del intendente Othacehé, acusó al obispo Bargalló —presidente de Cáritas para Latinoamérica y el Caribe— de haber estado de vacaciones en la localidad turística de Bariloche cuando se producía el Terremoto de Haití de 2010, mostrando una total indiferencia por la suerte de las centenares de miles de víctimas.
Nuevamente el señor Eusebio Zeballos acusó al obispo Bargalló de mantener una relación amorosa con una monja perteneciente a las Hermanas Dominicas de Nuestra Señora del Rosario y Catalina de Siena.

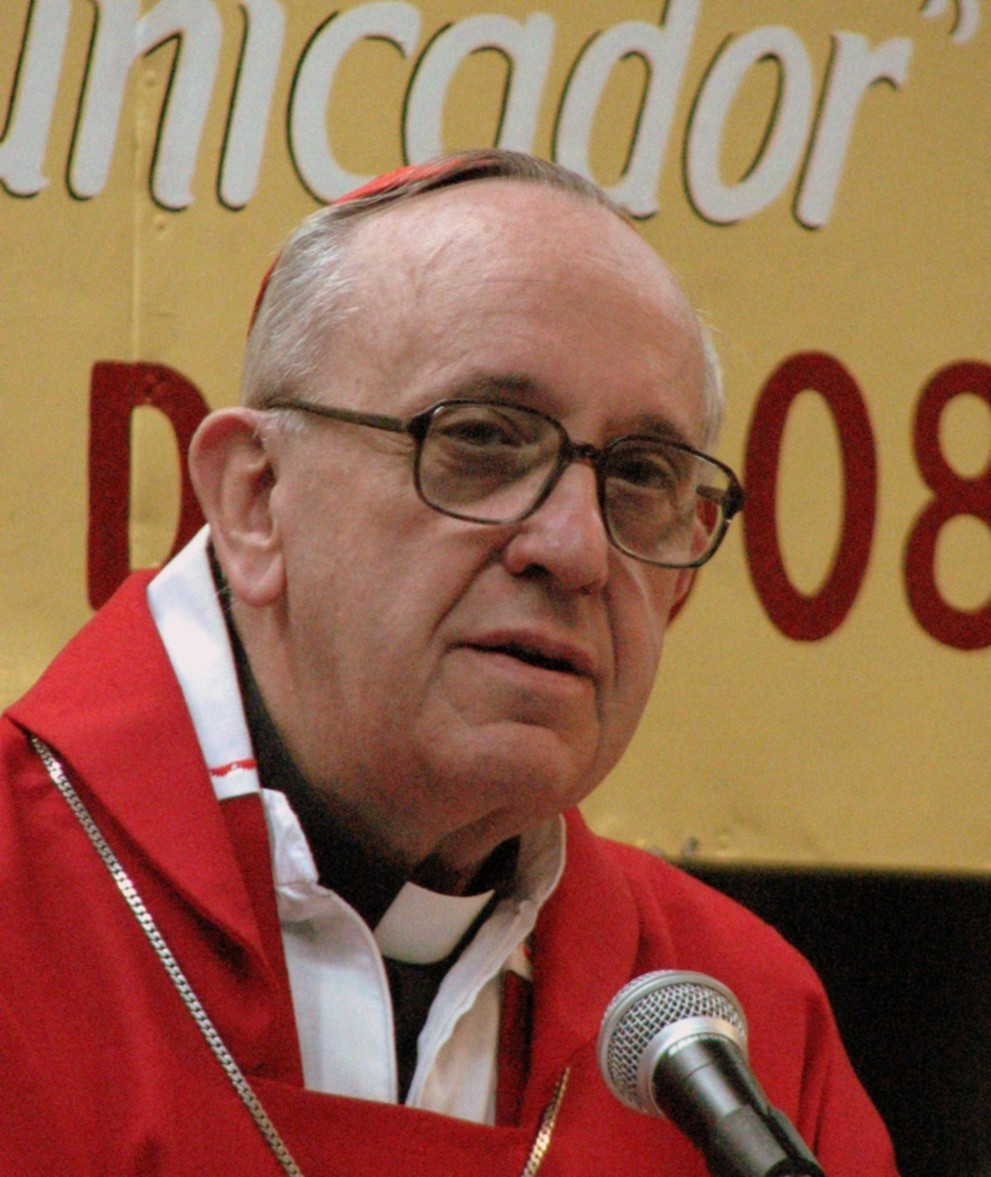
Arzobispo Jorge Bergoglio.

El 19 de junio de 2012 trascendieron fotografías de Bargalló bañándose en la playa de Puerto Vallarta (México) y abrazando a una mujer en actitud muy cariñosa. El obispo Bargalló ya había sido intimidado meses antes cuando las calles aledañas a la catedral amanecieron cubiertas con panfletos en donde aparecía la foto del obispo en traje de baño con su amante. Este acto tenía la clara intención de que el obispo dejara de apoyar a los activistas sociales opuestos a Othacehé. En caso contrario, se haría público su romance oculto. El obispo Bargalló no cedió al chantaje y se aprestó a hacer frente el escándalo. En declaraciones a la televisión argentina, el día 20 de junio de 2012, el obispo Bargalló admitió la veracidad de las fotos, agregando que son amigos desde la infancia. Se especuló que las fotos fueron filtradas por allegados al intendente de Merlo, Raúl Othacehé, como venganza. 
El 29 de junio de 2012, el cardenal Bergoglio, presidiendo una misa en una iglesia de la diócesis de Merlo-Moreno, reconoció la labor del obispo renunciante con estas palabras: 

Trabajó para los pobres y esto le valió la persecución.
cardenal Jorge Bergoglio

El periodista Andrés Beltramo Álvarez hace una interesante comentario al decir que la persecución de Othacehé sobre el obispo Bargalló "le servía también a la entonces presidente, Cristina Fernández de Kirchner, quien se encontraba en el ápice de su enfrentamiento con el arzobispo de Buenos Aires. En una misma jugada podían sacarse de encima a un obispo cuya labor con los pobres era incómoda al intendente, al responsable de una organización católica crítica en cuanto a los niveles de indigencia en el país y, de paso, lanzar una estocada al cardenal, a quien consideraban un enemigo político".

A mí me despertaron algunas dudas estas fotos. (…) además hay otro elemento que me hace un poco de ruido, sinceramente no tengo ningún sustento más que la recurrencia de los hechos como para traerlo a colación: él es obispo de Merlo Moreno. Cualquiera que conozca Merlo y que conozca a Raúl Othacehé, el intendente de Merlo desde el ’91, sabe de los métodos de Othacehé. Othacehé no ha dejado que nadie crezca en su municipio salvo su propio hijo. Pero los métodos de Othacehé son métodos que le infunden temor a cualquiera que tenga la osadía de desafiarlo en el territorio. No convive con la oposición. Si uno mira su historial ha aniquilado a sus opositores, con los más variados métodos. Una vez haciendo un libro sobre el conurbano conocí a una pobre mujer radical que había sido concejal en Merlo. ¿Qué hacía? Tenía un emprendimiento chiquitito, pequeño, en el conurbano, de viandas para comedores escolares. ¿Qué le hizo Othacehé? Le mandó todas las divisiones de control sanitario que tenía en el Municipio hasta que la clausuró por incumplir no sé cuantas normas y la denunció hasta que le torció el brazo. Es fácil ver a cuanta gente a lo largo de todos estos años Othacehé le ha torcido el brazo. (…) y a mí me llama la atención que siendo el obispo de Merlo Moreno sea a quien le toca la difusión de estas fotos que insisto no es una situación de denuncia de un delito como los ha habido tantos en este tipo de situaciones con otros integrantes de la Iglesia católica.
María O'Donnell

No descartaría, por otro lado, que haya vendetta de los sectores políticos de Merlo, de conocida in-transparencia, lo que –por cierto– no justificaría nada, si hubiera algo concreto.
Eduardo de la Serna

En verdad, no es la primera vez que la difusión de unas imágenes dejan en mala posición a uno obispo. El entonces diocesano de Santiago del Estero, Juan Carlos Maccarone, fue eyectado del cargo luego de una filmación en la que se lo veía en una situación impropia con un remisero. La técnica parece estar volviéndose una costumbre para sacar del medio obispos. Sobre todo cuando, como Maccarone y Bargalló, no tranzan con los poderosos.
Sergio Rubín

En una semana de turbulencias en las que una venganza política permitió que la opinión pública tomara conocimiento de la relación amorosa del renunciante obispo de Merlo, a través de fotografías tomadas en el Caribe, surge en el recuerdo otra historia de amor y lucha como fue la relación del entonces obispo de Avellaneda Jerónimo Podestá con Clelia Luro.
Magdalena Ruiz Guiñazú

El 22 de junio de 2012, el obispo Bargalló admitió su relación sentimental con la mujer y presentó la renuncia.

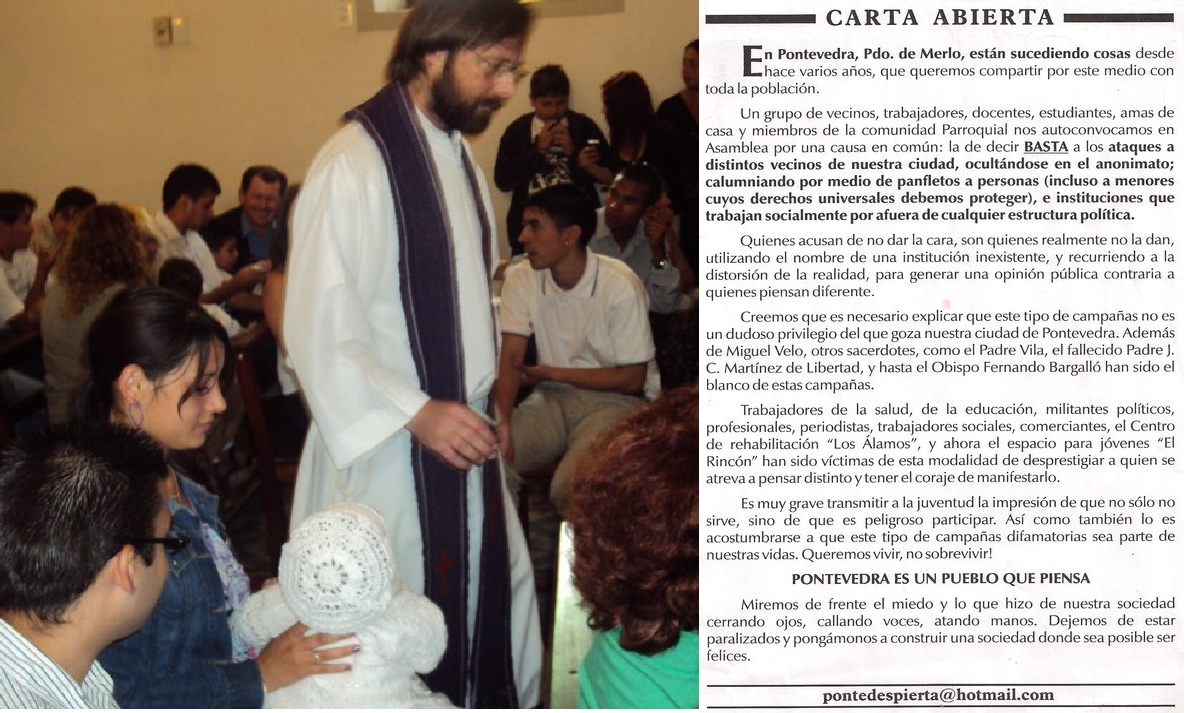
Presbítero Velo y feligresía. A la derecha, volante distribuido por vecinos solidarizándose con el sacerdote.

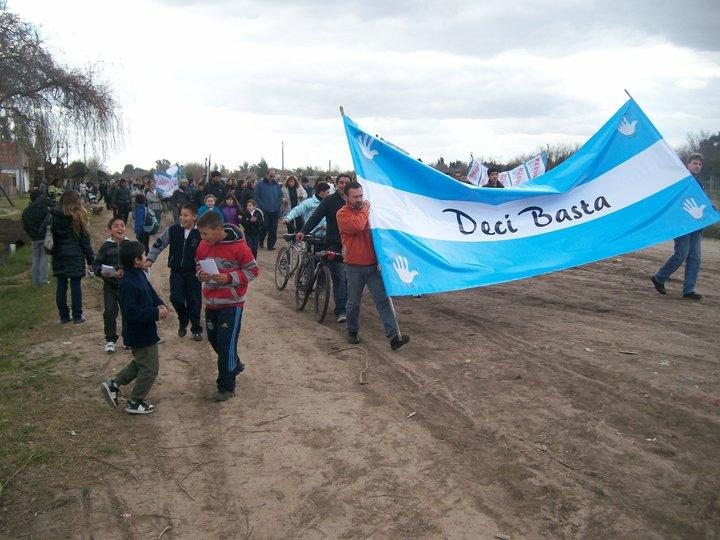
Vecinos de Pontevedra manifestándose en contra de campaña de desprestigio contra el presbítero Velo, campaña que ellos atribuyen al intendente Othacehé.

En abril de 2010 el presbítero Miguel Velo fue denunciado por el periodista Pablo Marenco —quien respondía a Othacehé— por ser el protector de una banda de narcotraficantes que tendrían su negocio de distribución de estupefacientes en el centro de protección para menores en vulnerabilidad social «El Rincón» dirigido por Velo.
Las relaciones entre el gobierno municipal y Velo fueron tensas desde 2004 hasta 2012, año en que Velo fue trasladado a otra parroquia. En la conmemoración oficial de la Revolución de Mayo en 2008, presidida por el intendente Othacehé en la localidad de Pontevedra, como demostración de protesta por las difamaciones de las que era objeto, el presbítero Velo se rehusó a oficiar la invocación religiosa y fue reemplazado por el pastor evangélico Gerardo Pinasco, persona cercana al exintendente. El día 3 de mayo de 2010, el sacerdote Velo fue acusado por MerloGBA de tratar de desalojar a un matrimonio de caseros que cuidaban de una granja de propiedad del Obispado de Merlo-Moreno, misma acusación que se le hizo al presbítero Vila años antes. En esa oportunidad se acusaba a Vila de tratar de desalojar a un matrimonio de ancianos de propiedades de la iglesia local.
A la causa de la defensa de la libertad y de los derechos humanos en Merlo encabezada por el presbítero Velo, se le unió el presbítero Juan Carlos Belgrano. El presbítero Belgrano es chozno por vía directa del general Manuel Belgrano y en Misiones apoyó la causa político-social del obispo emérito de Iguazú Joaquín Piña. Trasladado a la diócesis de Merlo Moreno, el presbítero Belgrano aunó fuerzas con el presbítero Velo y juntos han organizado actos y manifestaciones en defensa de los derechos humanos. El clima de descontento social motivó a que, en 2011, el intendente Othacehé decidiera que los festejos del 25 de mayo, que tradicionalmente se realizaban en el pueblo de Pontevedra, fuesen trasladados al pueblo de Mariano Acosta.
Años después, el 30 de marzo de 2016, en un intercambio de saludos con Gustavo Menéndez en la Plaza de San Pedro, el mismísimo papa Francisco reveló que había sido perseguido por el exintendente Othacehé, confirmando todo lo que se había dicho de que Othacehé era el jefe de una banda de violentos que perseguían a los sacerdotes que realizaban actividades sociales en Merlo.

### Conflicto con la UBA por el Centro Universitario de Merlo
El 27 de marzo de 2008, se desató un conflicto entre la Universidad de Buenos Aires (UBA) y la municipalidad de Merlo tras el cierre repentino del Centro Universitario de Merlo (CUM), donde se cursaban materias del Ciclo Básico Común (CBC). La intención de Othacehé era crear una universidad pública propia, la Universidad Nacional del Oeste (UNO) y la existencia de una sede de la UBA en el partido de Merlo —sede que él mismo propició que se estableciera en el partido— dificultaba la creación de esta nueva universidad.

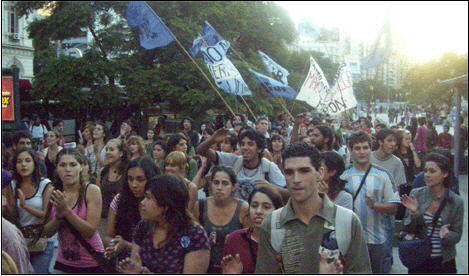
Protesta estudiantil en el centro de Merlo.

Se llevaron a cabo una serie de protestas en la sede y en el centro de Merlo reclamando por la reapertura; alumnos y padres ocuparon la sede del CBC Merlo. En cada oportunidad los protestantes se veían intimidados por patrulleros policiales sin patentes y policías sin identificación acompañados por matones.
El proyecto del UNO fue presentado en la Cámara de Diputados en 2000 y 2002 por la esposa de Othacehé, la por entonces diputada nacional Mónica Arnaldi, y que los estudios de prefactibilidad desaconsejaban la apertura de una casa de altos estudios en esa zona y que su permiso ya fue «desestimado» por inconducente y oneroso por el Consejo Interuniversitario Nacional, la máxima autoridad en el tema.
Como consecuencia del conflicto por el cierre del Centro Universitario de Merlo, los diputados provinciales Liliana Piani y Horacio Piemonte denunciaron la persecución de los dos concejales de Coalición Cívica por parte de Othacehé, que denunció a los concejales de haber sido partícipes de incidentes en el CBC de Merlo e instruyó al Concejo Deliberante de Merlo para que se los investigue y analice su posible destitución del Concejo.

Vi la conferencia de prensa por TV y estoy preocupado. Se dijeron un montón de mentiras y falsedades. Y de últimas el que está procesado es Hallú (...) Me avergüenza ser egresado de la UBA, lamento que éste sea el nivel del rector y de la universidad.
Raúl Othacehé

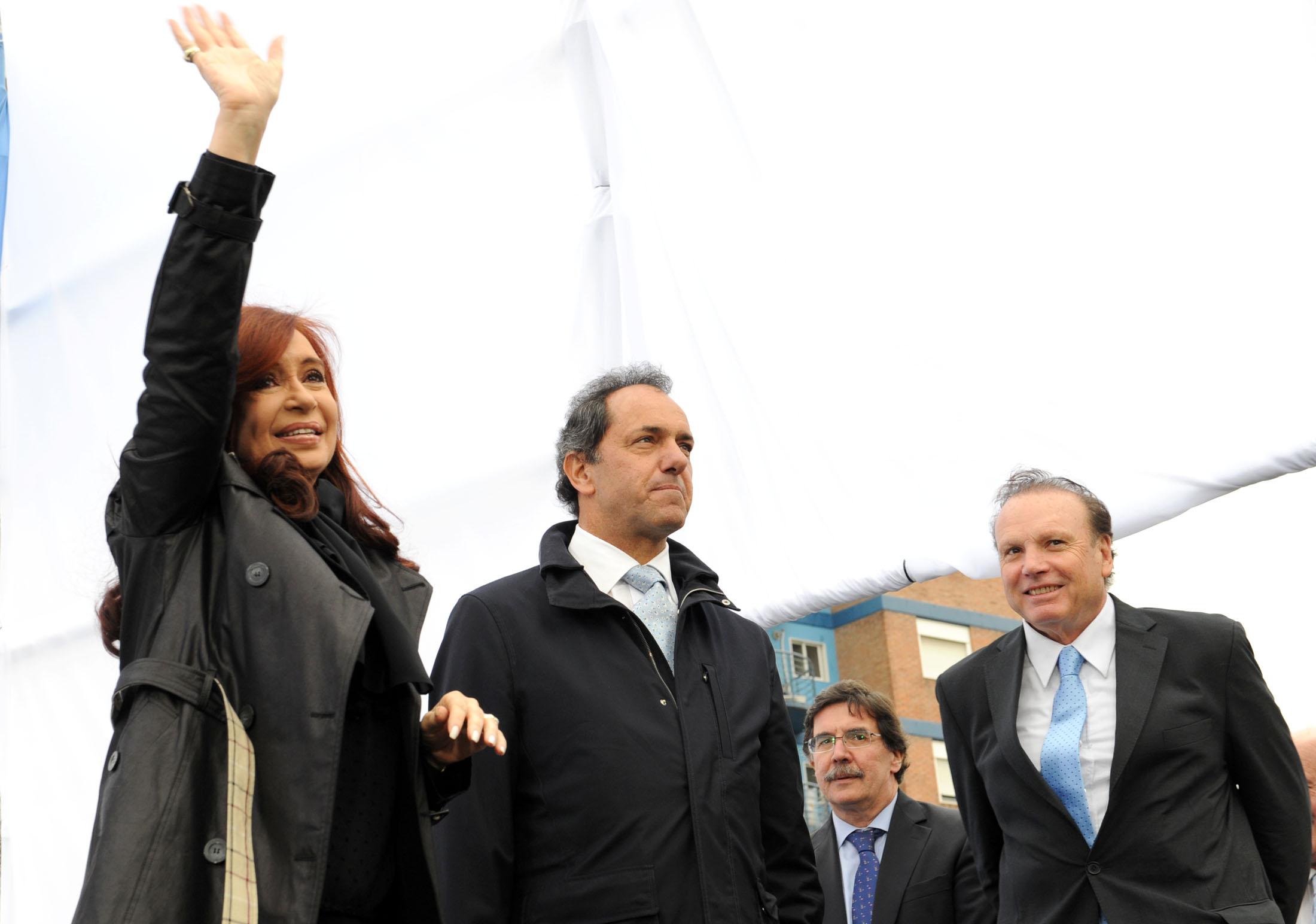
La presidenta Fernández de Kirchner, el gobernador Daniel Scioli, el ministro de Educación Alberto Sileoni y el intendente Raúl Othacehé, inaugurando la Universidad Nacional del Oeste.

El conflicto también tuvo como consecuencia de la querella judicial que Othacehé le inició al rector de la UBA, Rubén Hallú, por usurpación de edificio público, causa por la que fue citado Hallú en carácter de imputado en los tribunales de Morón por un fiscal que años atrás trabajó en el estudio jurídico de Othacehé; el mismo fiscal fue recusado por Hallú por haber ordenado a la policía el allanamiento de la sede del CBC de Merlo, violando la autonomía universitaria.
El secretario general de la UBA, Carlos Mas Vélez, dijo que Othacehé cerró de manera inconsulta al CUM y que su intención es la de crear una universidad pública propia con la que aspira a manejar un presupuesto millonario.
Refiriéndose a Othacehé, Mas Vélez agregó:

Lo que este señor en verdad quiere es manejar una caja que representa un tercio del presupuesto de su municipio, nombrar a 3.000 profesionales amigos, a 500 de sus punteros y, encima, ganar puntos por su preocupación por la educación de los pibes.
Carlos Mas Vélez

En 2009 se sancionó la ley con que se creaba la Universidad Nacional del Oeste y el 30 de junio de 2010 la presidenta Fernández firmó el decreto que designaba a las autoridades de la universidad. Como había predicho Mas Vélez, el gobierno de la universidad quedó en mano de funcionarios de Othacehé: en 2015, el rector de la universidad era Martín Othacehé (uno de los hijos del intendente) y el Consejo Superior de la universidad estaba integrado por Mónica Arnaldi (la esposa del exintendente), Adrián Outeda (exsecretario de educación de Merlo en la gestión Othacehé y secretario de extensión universitaria desde 2016), y los exconcejales Atilio Tarnoczy y Carolina Farias, entre otros muchos.
El intelectual Iván Petrella coincidió con más Vélez:

Las universidades del conurbano significan para miles de familias la primera oportunidad real de acceso a una educación universitaria.(...)Junto con estos datos positivos, se han escuchado críticas.(...) La crítica más fuerte, sin embargo, señala la relación entre las universidades y el aparato político tradicional del conurbano(...) Es frecuente que las autoridades universitarias estén más ligadas a la estructura administrativa de los municipios y la militancia política que al mundo de la enseñanza universitaria. Las nuevas instituciones se convierten a veces en dependencias de los intendentes, que contratan y disponen de fondos discrecionalmente, incluyendo en algunos casos a familiares y amigos. Sin ir más lejos y para dar solamente un ejemplo, el rector de la UNO es Martín Othacehé, hijo del intendente Raúl Othacehé que no tiene trayectoria académica.
Iván Petrella

El 16 de septiembre de 2011, en un nuevo aniversario del secuestro de un grupo de estudiantes durante la última dictadura cívico-militar —acontecimiento conocido como La Noche de los Lápices—, la señora presidenta Cristina Fernández, junto con el Raúl Othacehé, inauguró la Universidad Nacional del Oeste:

¿Nadie en el kirchnerismo tuvo el coraje para denunciar (como sí tuvo Victoria Donda) que no es justo ensuciar el merecido homenaje a los chicos asesinados en la Noche de los Lápices en un palco al lado de Othacehé, intendente de Merlo, facho y patotero si los hay?
Alfredo Leuco

Cristina se dio también ciertos lujos especialmente mortificantes para Sabbatella, que -sin embargo- nunca protestó. Para el homenaje a los jóvenes secuestrados el 16 de septiembre de 1976 (“la noche de los lápices”), Cristina eligió como sitio de la ceremonia nada menos que el municipio de Merlo, cuyo mandamás es Raúl Othacehé(...) Abogado y nacido en la Capital Federal, Othacehé se describe en su página oficial como “peronista desde la cuna”. Sin embargo, también confiesa que en 1968 fue fundador y primer secretario general de JAEN (Juventud Argentina para la Emancipación Nacional), el agrupamiento ideado por Rodolfo Galimberti, expulsado por Perón en 1973, luego que propusiera crear milicias populares al margen de las Fuerzas Armadas(...) Galimberti era de San Antonio de Padua, donde se crio y creció Othacehé. Intendente de Merlo desde 1991, Othacehé ha sido reelecto en 1995, 1999, 2003 y 2007. Si éste es su último mandato habrá sido “barón de Merlo” durante la friolera de dieciséis años. Ése es el hombre junto al cual Cristina recordó los 35 años de la “noche de los lápices”.
Debe haber sido un episodio de difícil digestión para militantes que provienen de la izquierda y sobre todo para Sabbatella, un convencido de la necesidad de una nueva política, aunque la realidad del kirchnerismo lo ha ido entrenando.

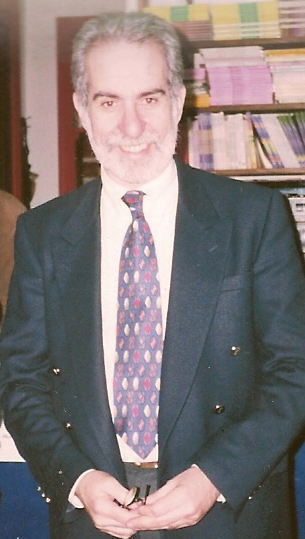
Pepe Eliaschev

El conflicto continuá años más tarde con la lucha entre Othacehé y Gustavo Menéndez por el control de la universidad

### Conflicto en el Instituto de Formación Docente
El 29 de octubre de 2010, en el transcurso de las elecciones del centro de estudiantes del Instituto Superior de Formación Docente N.º 29 de Merlo, un grupo de 50 matones vinculados con la intendencia de Merlo se apostaron en las puertas del instituto intimidando a los estudiantes y presionando para que voten a la lista de la UJEM (Unión Justicialista Estudiantil de Merlo) que compite con dos listas de izquierda: la agrupación Carlos Fuentealba y la agrupación El Frente, esta última apoyada por el Partido Obrero. Además de la intimidación de matones se denunciaron amenazas telefónicas, estudiantes presionados para que voten a la lista UJEM — identificada y alentada públicamente por el PJ local — que fueron traídos en vehículos pagados por la municipalidad, y supuestos estudiantes que intentaron votar y ni siquiera pertenecían al instituto. El gobierno del centro de estudiantes quedó finalmente en manos de la oficialista UJEM.

### Incidentes en Estación Merlo
El 4 de septiembre de 2008, se produjeron una serie de incidentes en la Estación Merlo con culminaron con el incendio de una formación de trenes. Del hecho fue acusado el dirigente del Partido Obrero de Merlo, José María Escobar. En esa oportunidad un grupo de matones, a los que se los sindica como personas que respondían a Othacehé, golpearon a un grupo de docentes y militantes del Partido Obrero que se manifestaban en la estación por el deficiente servicio del ferrocarril.
A las denuncias de Escobar se sumaron los dirigentes nacionales del Partido Obrero Jorge Altamira, Néstor Pitrola y Marcelo Ramal, quienes calificaron como «régimen de terror» a la situación política que se vive en la comuna desde hace 20 años. Todos ellos fueron querellados judicialmente por el intendente Othacehé.
En julio de 2010 todos los acusados fueron absueltos por Juzgado Correccional N.º 2 de Morón al considerar que las expresiones políticas vertidas en un comunicado de prensa no implicaban el delito de calumnias e injurias. En el fallo la jueza dijo que:

...resulta necesario recordarle al accionante (Othacehé) que, en un estado de derecho, las críticas al desenvolvimiento de quienes ostentan cargos públicos, deben permanecer exentas de acciones intimidantes que restrinjan su funcionalidad. Y precisamente quienes desarrollan sus actividades en la función pública a través de cargos electivos (son los que), deben velar por estas libertades, teniendo la obligación de rendir cuentas públicas de sus actos y de proteger hasta las voces no deseadas.

En el mismo mes de julio de 2010, similar decisión tomó la Cámara del Crimen al sobreseer al dirigente Jorge Ceballos en una causa por presuntas "calumnias e injurias", que le había iniciado Othacehé, luego de haberlo tildado de "impresentable" y de "representante de la vieja política" en marzo de 2007.

### La comisaría de Libertad
En abril de 2016, el exintendente Othacehé decidió demoler la comisaría 2.ª de Libertad para construir un museo ferroviario. Los organismos de derechos humanos protestaron porque la comisaría funcionó como centro clandestino de detención de personas durante la última dictadura militar y desde entonces se inicia una lucha judicial entre el municipio y los organismos de derechos humanos para evitar su demolición.
El 16 de septiembre de 2012, al conmemorarse los 36 años de la Noche de los Lápices, un grupo de militantes de Nuevo Encuentro, Libres del Sur y MILES, participaban de un acto en los alrededores de la comisaría, unas cuarenta personas llegaron en autos y motos y con palos y armas blancas y comenzaron a agredir a los asistentes a la actividad al grito de "Acá manda Othacehé". Alrededor de diez manifestantes resultaron heridos por las fuerzas de choque a las que identificaron como pertenecientes a la barra brava del Club Argentino de Merlo.

### Enfrentamiento con Sabbatella
En 2009, el partido Nuevo Encuentro del exintendente del municipio de Morón, Martín Sabbatella, consiguió obtener dos escaños en el Concejo Deliberante de Merlo. En esa oportunidad fueron elegidos como concejales por el espacio político de Sabbatella, Patricia Alvez y Horacio Cepeda, que provenía del espacio político Movimiento Libres del Sur. La incursión del partido en Merlo reavivó el encono personal que tienen Othacehé –de origen peronista– y Sabbatella que llegó a un insultó del intendente a Sabbatella en su propio rostro. Desde ese momento Sabbatella se convirtió en «enemigo político de Othacehé». La pelea continuó en los Tribunales de Morón cuando el fiscal Jons, que investigaba una «volanteada» en contra de Sabbatella, pasó a ser investigado por la Fiscalía General —a cargo de Federico Nieva Woodgate— luego de la denuncia por privación ilegal de la libertad presentada contra Jons por el asesor jurídico de la Municipalidad de Merlo, Néstor Scarabell; en 2012 la causa judicial contra Jons fue cerrada por la Comisión Bicameral de Enjuiciamiento de Magistrados y Funcionarios de la provincia de Buenos Aires.
Al respecto Sabbatella comentó:

Algunos intendentes creen que hay que pedirles permiso para hacer campaña en determinados lugares. Es cierto que hay gente que se cree Napoleón, pero están en un neuropsiquiátrico, no a cargo de una intendencia.

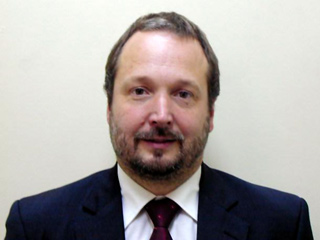
Martín Sabbatella

Otro acto violento contra los seguidores de Sabbatella en Merlo se produjo el 26 de agosto de 2010, cuando un grupo de afiliados de Nuevo Encuentro encabezados por la concejala Patricia Alvez, fueron agredidos y golpeados por un grupo de matones encapuchados a los gritos de: "Váyanse a Morón".
La decisión de la presidenta Fernández de aceptar a Sabbatella como candidato a gobernador de la Provincia de Buenos Aires para las elecciones presidenciales de 2011 aumentó la tensión entre Sabbatella y Othacehé: Bajo el sistema de múltiples candidatos conocido como «colectoras» en el que tanto Scioli como Sabbatella competirían por la gobernación de la provincia apoyando a Cristina Fernández para su reelección como presidenta, Othacehé temía que las colectoras provocasen un mayor crecimiento del EDE en Merlo y la consecuente pérdida del control que mantiene en el concejo deliberante local en alianza con el Peronismo Federal de Merlo. Othacehé y los intendentes de localidades vecinas tenían presente que con las colectoras, en 2007 el kirchnerismo terminó con uno de los más históricos «barones» bonaerenses como lo fue el jefe comunal de Lanús, Manuel Quindimil.
El 18 de marzo de 2011, alrededor de las 18:00, nuevamente un grupo de militantes del Encuentro que volanteaban en la zona de la estación de San Antonio de Padua, entre quienes estaba la concejal Patricia Alvez, fue agredido a golpes por un grupo violento que les gritaba "¡Zurdos, váyanse a Morón!". Uno de los militantes del Encuentro debió ser hospitalizado con traumatismos y pérdida del conocimiento.

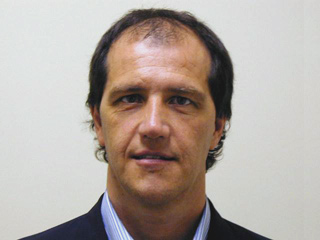
Ariel Basteiro.

La acción fue de inmediato denunciada por Martín Sabbatella, quien se manifestó al día siguiente con unos 300 militantes del Encuentro en el centro de Padua. La diputada Victoria Donda se solidarizó con los militantes agredidos.
El exdiputado Ariel Basteiro, precandidato a intendente de Ituzaingó por el EDE en aquella elección, comentó lo sucedido:

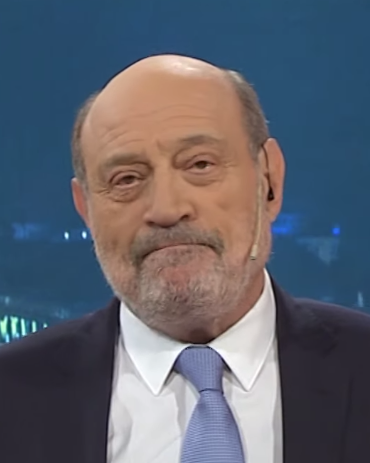
Alfredo Leuco

No es la primera vez que sucede, la persecución a la oposición política en Merlo es moneda corriente. Ya se han hecho denuncias de todo tipo inclusive ante organismo de Derechos Humanos pero la impunidad con la que se mueven y trabajan algunos grupos es mayúscula, tenemos certeza que responden políticamente al Intendente. A Othacehé le molesta que se lo critique o que tan solo exista oposición, tiene una visión fascista de cómo construir la política partidaria.
Ariel Basteiro

El periodista Alfredo Leuco agrega:

En efecto, una patota de cuatro hombres que se conducían en dos autos sin chapa –que no eran Falcon – le dieron una paliza terrible a algunos militantes de Sabbatella en San Antonio de Padua, partido de Merlo. Uno de los agredidos, Alejandro Mileto, tuvo que ser hospitalizado. Sabbatella responsabilizó por la violencia al intendente kirchnerista Raúl Othacehé y lo instó a «desactivar esas patotas». La diputada Victoria Donda repudió a esos matones que sobreviven «gracias a los favores mutuos entre ellos (los Barones del Conurbano) y el actual gobierno nacional (Cristina Kirchner)». Tal vez Othacehé sea uno de esos intendentes fachos que se dan vuelta a los que apuntó Bonafini.
Alfredo Leuco

### Persecución al concejal Cepeda
La ofensiva del kirchnerismo no tiene estómago ideológico para recuperar terreno y mejorar sus perspectivas electorales. Es capaz de ofrecer todos sus recursos para intentar seducir al diputado Eduardo Macaluse, por un lado, y por el otro, apelar a la vieja metodología siniestra de Raúl Othacehé en Merlo para perseguir al concejal Horacio Cepeda.
Alfredo Leuco, Diario Perfil, 16 de abril de 2010

El enfrentamiento con Sabbatella continuó con una acusación hecha por el concejal Sebastián Codini, del FPV, contra el concejal electo por Nuevo Encuentro, Horacio "Lula" Cepeda, por cobrar simultáneamente tres sueldos del Estado. Cepeda fue militante del Movimiento Barrios de Pie y con anterioridad trabajó en política con el presbítero Raúl Vila. Luego de haber sido electo como concejal, Libres del Sur deshizo su alianza con Sabbatella y Cepeda pasó a representar a aquel espacio político como concejal para el período diciembre de 2009diciembre de 2013. A la acusación de Codini se sumó el pedido de renuncia de la banca de Cepeda hecha por Roque Morales, supuesto representante de Consenso Federal en Merlo.
Como ocurrió en otros casos, a la acusación formal en el Concejo, siguió una campaña difamatoria que consistió en una pegatina de afiches acusando a Cepeda de «corrupto».
Este ataque contra Sabbatella fue visto por algunos analistas políticos como un intento de ensuciar la imagen de Sabbatella, quien había sido elogiado por The Wall Street Journal como uno de los pocos políticos honrados en Argentina.

Cepeda accedió a su banca por el partido del ex Intendente de Morón y actual Diputado Martín Sabbatella, formando parte del espacio político y piquetero «Libres del Sur», de notoria violencia en su accionar, acostumbrados en los actos a marchar armados, con sus rostros cubiertos, siendo capaces de aplicar violencia a sus propios miembros, para luego adjudicársela a sus enemigos políticos, como en este caso.
Raúl Othacehé, MerloGBA, 17 de abril de 2010

Seguidamente se detalla la cronología de los sucesos:
- El 16 de noviembre de 2009, basado en una noticia publicada por el periódico digital MerloGBA, el concejal Codini denunció al concejal electo Cepeda de cobrar tres sueldos del Estado sin trabajar.[217]
- El 13 de abril de 2010, Cepeda fue finalmente suspendido como concejal por 24 votos contra 4. El bloque que respondía a Francisco de Narváez votó junto con el Frente para la Victoria y los concejales de centro-izquierda votaron en contra de la suspensión.[218][219][220][221][222]

Nuevo Encuentro aclaró que Cepeda ya no pertenecía a ese espacio político pero lo defendió diciendo que: «La suspensión de concejal de Merlo es una campaña sucia de Othacehé».

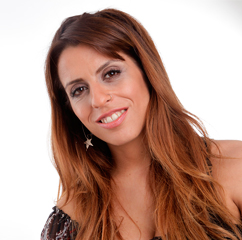
Victoria Donda.

La diputada nacional Victoria Donda referente nacional de Libres del Sur salió en defensa del concejal Cepeda.
Donda declaró:

Sólo quiero dejar una última reflexión, ¿quién detendrá de una vez por todas estas prácticas habituales del poder político de Merlo que ya se cobró vidas humanas, cárcel a opositores, golpes y campañas de desprestigio, proscripciones, persecuciones y fraudes? Esperamos contar con la solidaridad de los vecinos para que de una vez por todas, la democracia que tanto nos costó recuperar reine en Merlo, a menos de 50 kilómetros de la Ciudad de Buenos Aires.
Victoria Donda

- El día 22 de abril de 2010 la diputada Donda —como presidente de la Comisión de Derechos Humanos y Garantías de la Cámara Diputados— constituyó la antes mencionada Comisión en la localidad de Merlo para recibir todas las denuncias de persecución política, acoso y abuso de poder en el Partido de Merlo. La reunión se llevó a cabo en el local de Cáritas —cedido para tal ocasión por el obispo Bargalló— a la que asistieron entre otros Ariel Basteiro, Jorge Ceballos, Martín Sabbatella, Néstor Pitrola, Elsa "Tata" Quiroz, el dirigente local del Partido Obrero José María Escobar, los concejales merlenses Becares y Alvez y de los exconcejales destituidos María Márquez y Cepeda.[81][227][228][229][230][55]

Entre las denuncias formuladas a la Comisión de diputados, el sacerdote Miguel Velo indicó que «en 2008 la Diócesis de Merlo alertó sobre las amenazas anónimas sobre personas que no eran oficialistas», a lo que agregó el dirigente socialista Miguel Nuin: «(en Merlo) se utiliza la coerción desde la intendencia, hasta la violencia representada por matones. No se aceptan otras voces; son autoritarios y persiguen a los opositores».

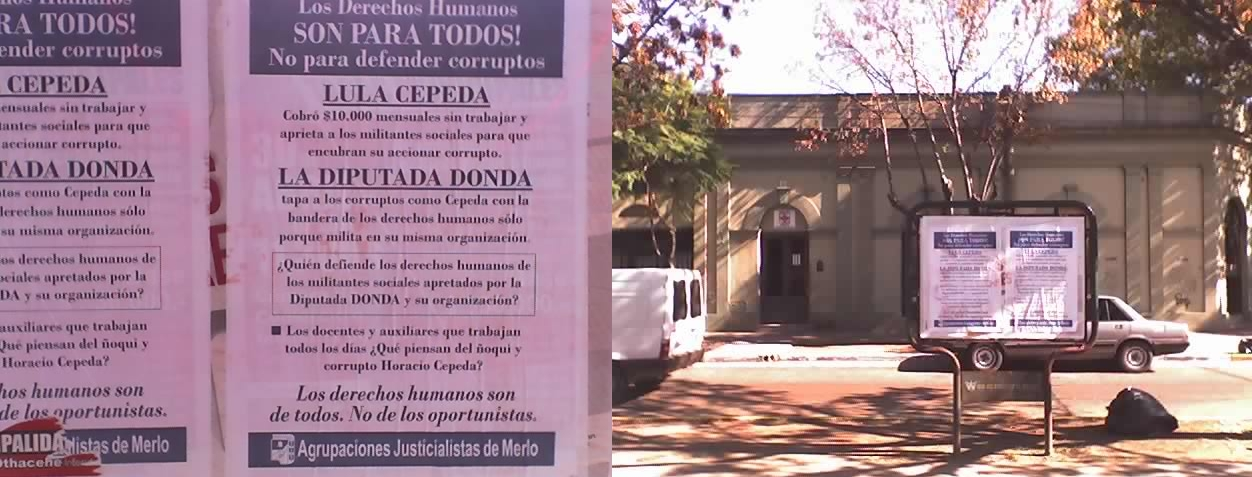
Afiches contra la diputada Donda pegados en frente al edificio de Cáritas, Merlo.

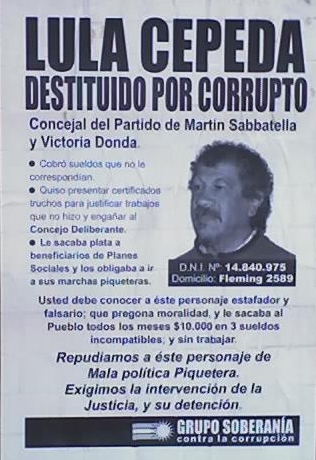
Panfleto contra el concejal Cepeda.

- El 16 de abril de 2010 Cepeda publicó una carta abierta en donde acusaba al gobierno municipal de perseguirlo políticamente, que el concejal que su sustituye, Mario Reimuth, fue cooptado por el gobierno municipal, que su familia era objeto de vigilancia por sujetos desconocidos y que hacía responsable de la seguridad de él y de su familia a Othacehé y al gobernador. Además acusaba al exintendente de realizar espionaje sobre su persona.[231][232][233] El intendente Othacehé le ha iniciado una querella judicial por tales declaraciones:[234]
- El 27 de abril la diputada Donda presentó un proyecto de resolución en la Cámara de Diputados de la Nación expresando su profunda preocupación por los casos de persecución política, acoso y abuso de poder denunciados en el partido de Merlo.[235]
- El martes 4 de mayo, el Concejo Deliberante, con el voto de los concejales del FPV y sus aliados de Unión – Pro, repudiaron a la Comisión de Derechos Humanos. A las condenas contra el concejal Cepeda se sumó el referente local de la Unión Cívica Radical Walter Chaparro. En sentido contrario, el referente nacional de la Unión Cívica Radical, Ricardo Alfonsín, junto con otros 40 diputados nacionales como Margarita Stolbizer y Pino Solanas, repudiaron la expulsión de Cepeda del Concejo Deliberante de Merlo.[236]
- El 10 de mayo, el foro de concejales de la primera sección electoral de Generación para un Encuentro Nacional, expresaron su preocupación por la destitución del concejal Cepeda:[237]

Hacemos notar que esta no es la primera vez que sucede algo así en el distrito que gobierna Raúl Othacehé desde 1991, existiendo una sistemática persecución hacia los militantes y dirigentes que expresan opiniones contrarias a las del intendente. La Secretaría de Derechos Humanos de la Nación recopiló una treintena de casos de violencia política, corrupción y abuso policial en el Partido de Merlo, encontrándose casos de persecución política, hostigamiento, campañas de desprestigio personal, secuestros y muertes.(...) Expresamos nuestra solidaridad con el pueblo de Merlo rehenes de prácticas mafiosas, y que tanto la justicia como los gobiernos provincial y nacional parecen ignorar.

- El diputado provincial Abel Buil (GEN) presentó un proyecto de declaración en la Cámara de Diputados de la Provincia de Buenos Aires pidiendo que se investigara la persecución política contra el concejal Cepeda y contra los opositores en Merlo.
- El 12 de junio de 2010, la Suprema Corte de la Provincia de Buenos Aires ordenó al Concejo Deliberante de Merlo restituir al edil Cepeda.
- El lunes 14 la diputada Donda y Cepeda dieron una conferencia de prensa en el Salón José Luis Cabezas del Congreso de la Nación ante la inminente destitución del edil.[238]
- El 15 de junio, con el voto de todos los concejales del FPV y Unión-Pro, levantaron la suspensión a Cepeda para luego destituirlo, desobedeciendo la resolución de la Suprema Corte.[239][240][241][242][243]
- El día 29 de junio de 2010 el concejal Reimuth, luego de abstenerse en la votación por la destitución de Cepeda que lo había acusado de haber sido captado por el oficialismo, formalizó su paso al bloque oficialista del FPV.
- El 8 de julio de 2010, la Suprema Corte de la Provincia de Buenos Aires ratificó la orden de que el Concejo Deliberante de Merlo debe restituir al concejal Cepeda en su cargo.[244][232] El Concejo Deliberante acató la orden y Cepeda fue restituido en su cargo.

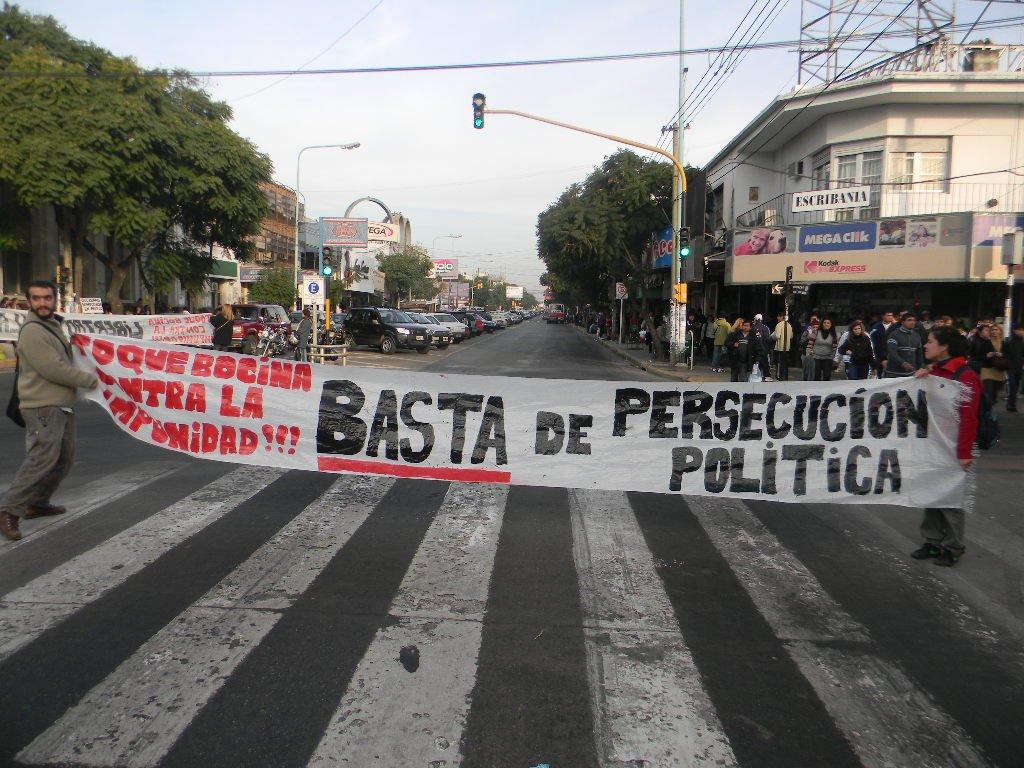
Manifestantes expresándose en favor de la democracia en la Avenida Libertador (agosto de 2011).

- El 17 de junio de 2011, la Cámara de Apelaciones y Garantías de Morón ordenó la detención de Cepeda por el delito de extorsiones reiteradas y amenaza coactiva.[245] Uno de los camaristas que ordenó la detención de Cepeda es el Dr. Aldo Acosta Argañaraz. El juez Argañaraz fue abogado de Othacehé y fue designado por Othacehé cuando este era diputado provincial; es conocido por el apodo de Triple A.[80] Cepeda cumple prisión domiciliaria durante el proceso.[246] Cepeda fue destituido por el concejo Deliberante de Merlo y fue nuevamente reemplazado por Mario Reimuth.[247] Los seguidores de Cepeda realizaron manifestaciones en los Tribunales de Morón y en el centro de Merlo.[248]
- El 14 de octubre de 2011, luego de casi cuatro meses de prisión, la Cámara de Casación de la provincia de Buenos Aires falló sobre el habeas corpus presentado por el concejal Horacio Cepeda, reconociendo que la detención del dirigente se realizó a través de una serie de actos procesales “viciados de arbitrariedad e ilegalidad manifiesta” y le otorgó la inmediata libertad. A los pocos días de ser liberado, el Concejo Deliberante de Merlo se vio obligado a restituir a Cepeda en su cargo de concejal por segunda vez.
- El 22 de noviembre de 2012, luego de otro proceso iniciado en el concejo deliberante, Cepeda es destituido por tercera y última vez, con 19 votos (14 del oficialismo, cuatro del PRO y un independiente) y cuatro en contra (Nuevo Encuentro).[249]
- el 30 de noviembre de 2012 el Concejo Deliberante de Morón, reunido en sesión extraordinaria, aprueba por unanimidad un proyecto de resolución manifestando la preocupación frente a la suspensión del concejal de Merlo Horacio Cepeda.[250]

En julio de 2015, luego de un año y medio del final de su mandato como concejal, la Suprema Corte de la Provincia de Buenos Aires sentenció que la última destitución de Cepeda nuevamente estaba plagada de irregularidades.

### Audiencias en el Congreso
El 10 de agosto de 2011, Victoria Donda, Adolfo Pérez Esquivel y Nora Cortiñas, entre otros destacados luchadores sociales, se reunieron en el Colegio de Abogados del Departamento Judicial de Morón para denunciar la falta de trámite de las denuncias por violencia política en el distrito por parte de los jueces del Departamento Judicial de Morón.
Tal como sucediera el 22 de abril de 2010 en Merlo, el martes 13 de septiembre de 2011 la diputada Donda —como presidenta de la Comisión de Derechos Humanos del Congreso— junto con los diputados nacionales María Luisa Storani (UCR), Roy Cortina (PS), Horacio Alcuaz (GEN), Cecilia Merchán (Libres del Sur) y Elsa Quiroz (Coalición Cívica) —y con la ausencia de los diputados del Frente para la Victoria— presidió una audiencia del congreso para escuchar denuncias por violación de los derechos humanos en Merlo, en el edificio mismo del Congreso Nacional.
La comisión legislativa decidió enviar la versión taquigráfica de las denuncias al resto de los diputados nacionales, a la Secretaría de Derechos Humanos de la Nación y recurrirá a la Comisión Interamericana de Derechos Humanos (CIDH)
Durante la audiencia, Donda recordó que en 2011 la Comisión de Derechos Humanos se constituyó en el edificio de Cáritas de Merlo —cedido para tal evento por el obispo Bargalló— para recibir denuncias, pero que desde entonces «la situación ha empeorado». Cortina dijo que «tendremos que agotar todas las instancias, incluso los estrados internacionales», Storani sostuvo que en el Conurbano se están viviendo situaciones «dictatoriales». Quiroz dijo que, tras recorrer el distrito, «la gente se está animando a denunciar» la persecución política y la violencia. Alcuaz agregó que «es moneda corriente que se persiga a quienes hagan política de un lado diferente al intendente local» y Merchán instó a «levantar la voz contra Othacehé y su banda».

## Trayectoria electoral
En los 25 años de gobierno Othacehé siempre contó con un amplio apoyo popular, con un caudal de votos no inferior al 40%.

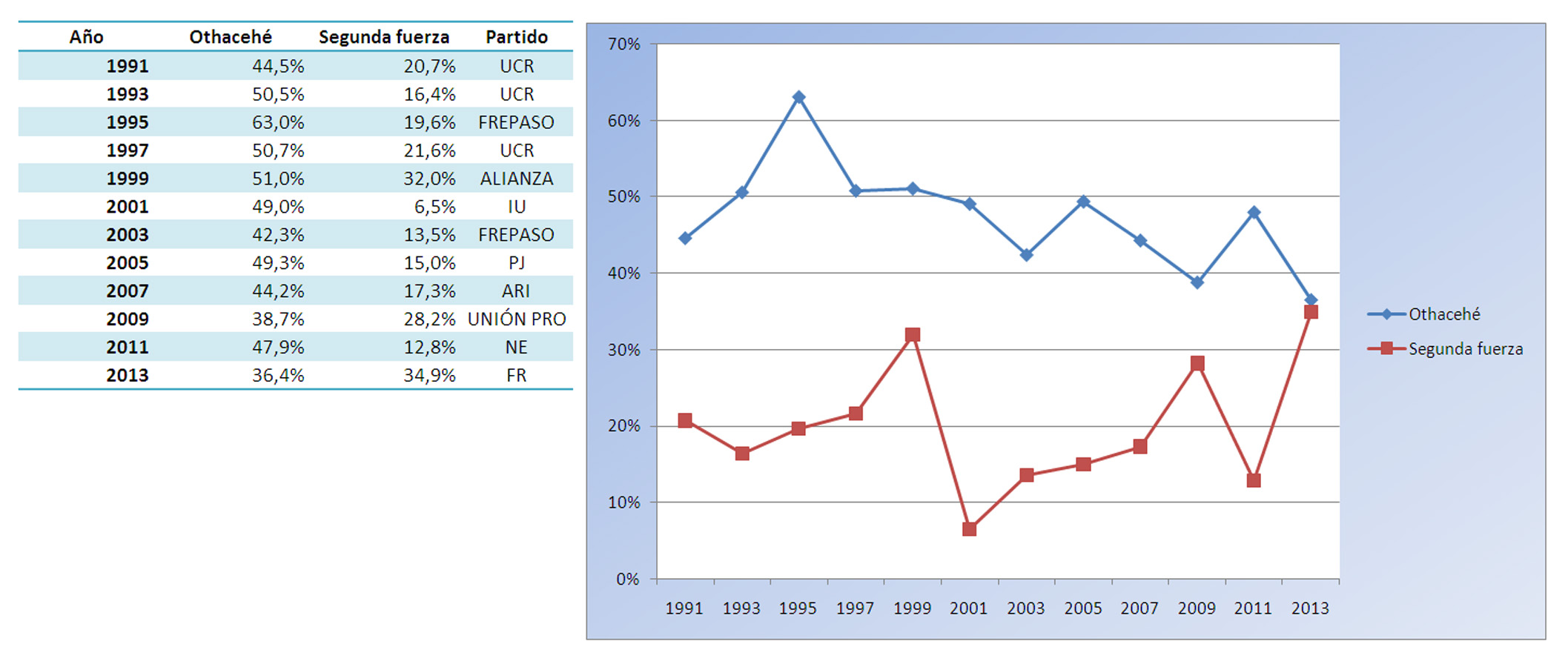
Elecciones municipales 1991-2013.

Sobre la red de punteros políticos o caudillos barriales que sustentaron la maquinaria política de Othacehé, el investigador Rodrigo Zarazaga dice:

De los cuatro intendentes, el que goza del más indiscutido control sobre todos los punteros en su Municipalidad es Othacehé. La falta de competición, sus alianzas con los ejecutivos nacionales, sus éxitos electorales, y sus a menudo no-democráticos y violentos métodos le dan un control absoluto sobre la red de punteros. No hay otra red de punteros que pueda existir en Merlo.
Rodrigo Zarazaga

### Elecciones 2003, alejamiento del duhaldismo, apoyo a Rodríguez Saá y llegada al kirchnerismo
En las elecciones presidenciales de Argentina de 2003 Othacehé apoyó la candidatura presidencial de Adolfo Rodríguez Saá. En esas elecciones de abril, Saá salió segundo en Merlo con 50.000 votos contra los 54.000 de Néstor Kirchner. Alarmado, con su reelección en juego en las próximas elecciones de septiembre de ese año, Othacehé abandona a Saá y en julio se pasa a las filas de Kirchner y del Frente para la Victoria y dentro de ese espacio político gana su tercera reelección. Esa noche, ante una multitud de simpatizantes que festejaban el triunfo electoral, Othacehé, feliz y exultante, proclamó a viva voz que él nunca dejaría la intendencia de Merlo.

### Elecciones 2005
En 2005 Othacehé vuelve a ganar las elecciones para la renovación del concejo deliberante y poco tiempo después de las los concejales del Partido Justicialista de Eduardo y Chiche Duhalde que salieron en segundo lugar, formaron un solo bloque con los concejales de Othacehé bajo la conducción de este.

### Elecciones 2009 y enfrentamiento con Sabbatella
Durante las elecciones legislativas del mismo año, Othacehé participó del «operativo clamor» en apoyo de la candidatura de Néstor Kirchner:

Quiero decirte Néstor que escucho a la gente en las calles y me dicen Néstor 2009, pero la conducción es de él y será quien lo decida, pero yo quería trasmitirte el sentimiento del pueblo.
Raúl Othacehé

En las elecciones de 2009 Othacehé volvió a vencer con el 39,5% de los votos, pero paradójicamente, a pesar de ser vencedor, el justicialismo en Merlo perdió 6 de los 12 concejales que había puesto en juego, ya que fue la única fuerza política en el distrito que renovó bancas.
Las amenazas contra la oposición se repitieron en las elecciones legislativas de 2009, esta vez en contra Martín Sabbatella, líder de Nuevo Encuentro, quien denunció que gente relacionada con Othacehé lo amenazó para que no hiciera campaña en Merlo. En mayo de 2009, dirigentes del partido Unión - Pro denunciaron la aparición de una persona de nombre Fernando Narváez encabezando la lista de un desconocido partido político llamado Acción Solidaria Independiente Bonaerense (Pasib). El señor Fernando Narváez residía en el partido de Merlo, no tenía antecedentes políticos y los dirigentes de Unión-Pro sindicaron al intendente Othacehé como responsable de la maniobra tendiente a confundir al votante en el momento de sufragar entre Fernando Narváez con el candidato Francisco de Narváez para restarle votos a este último.
El dirigente Jorge Ceballos, candidato a diputado de Nuevo Encuentro en la Provincia de Buenos Aires, recorrió Merlo y dijo:

No deja de asombrarme el temor en que vive la sociedad de Merlo ante la figura de Raúl Othacehé, sin embargo, muchísima gente se acercó agradecida de que nos plantáramos en medio de una plaza a decir lo que pensamos sin temor al intendente.
Jorge Ceballos

El 21 de junio de 2009, la candidata a consejera escolar por la Coalición Cívica Mónica Barría, fue interceptada por matones a los que Barría señala como hombres de Othacehé quienes le propinaron una paliza.
Fueron denunciadas amenazas contra fiscales de Unión - Pro y de Nuevo Encuentro.

### Elecciones 2011
En 2011 Raúl Othacehé se presentó como candidato para una quinta reelección por el Frente para la Victoria.
Las elecciones comenzaron nuevamente con episodios de violencia como el sufrido por Martín Sabbatella el 21 de julio de 2011 en la zona céntrica de Merlo, con agresiones verbales y hostigamientos de parte de seguidores de Othacehé, algunos que se trasladaban en vehículos tratando de atemorizar a Sabbatella y a sus candidatos a concejales.
Como sucediera con Francisco de Narváez en las elecciones de 2011,
María Sabbatella ―una desconocida postulante a la intendencia de Merlo por una agrupación municipal creada para esta elección y llamada «Nuevos Aires para Merlo»― se postuló con el objetivo de generar confusión y así poder restarle votos al candidato a gobernador Martín Sabbatella.
Otro opositor al exintendente Othacehé era Gustavo Menéndez, del espacio político «Grande Merlo». Menéndez denunció que militantes de su partido político fueron agredidos y golpeados por matones de Othacehé.
Los actos de violencia política contra los partidarios de Grande Merlo y EDE motivaron a que Poder Ciudadano enviara una carta al intendente Othacehé para que se respete la libre expresión de los partidos opositores en Merlo.
En las elecciones primarias del 14 de agosto de 2011, Eduardo Amadeo denunció que 250 fiscales de su partido político fueron echados del ámbito del municipio de Merlo por el juez de paz Eduardo Di Forte, del partido de Merlo, presuntamente con apoyo del intendente Raúl Othacehé, impidiendo que los fiscales controlaran los comicios.

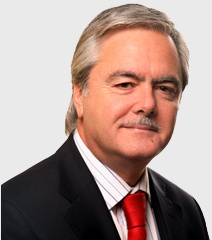
Federico Pinedo.

El candidato a gobernador duhaldista dijo que en Merlo las fuerzas de seguridad participaron de ese tipo de operativos, estableciendo una zona liberada. A las denuncias de fraude en Merlo se sumaron los diputados nacionales Patricia Bullrich, Graciela Camaño, Federico Pinedo y Gustavo Ferrari.
El diputado Pinedo dijo:

... la Policía sacó a los fiscales de la oposición en el partido bonaerense de Merlo, supuestamente recibiendo órdenes del intendente local, Raúl Othacehé. Parece una cosa del Far West.
Federico Pinedo

 En cuanto a las elecciones primarias del 14 de agosto, Raúl Othacehé nuevamente obtuvo una clara victoria llegando casi al 50 % de los votos, dejando al segundo candidato con el 12 %.
El 23 de octubre de 2011 se llevaron a cabo las elecciones generales en todo el país, al igual que en las primarias que se desarrollaron en agosto, Raúl Othacehé obtuvo la victoria con casi un 48 % de los votos.

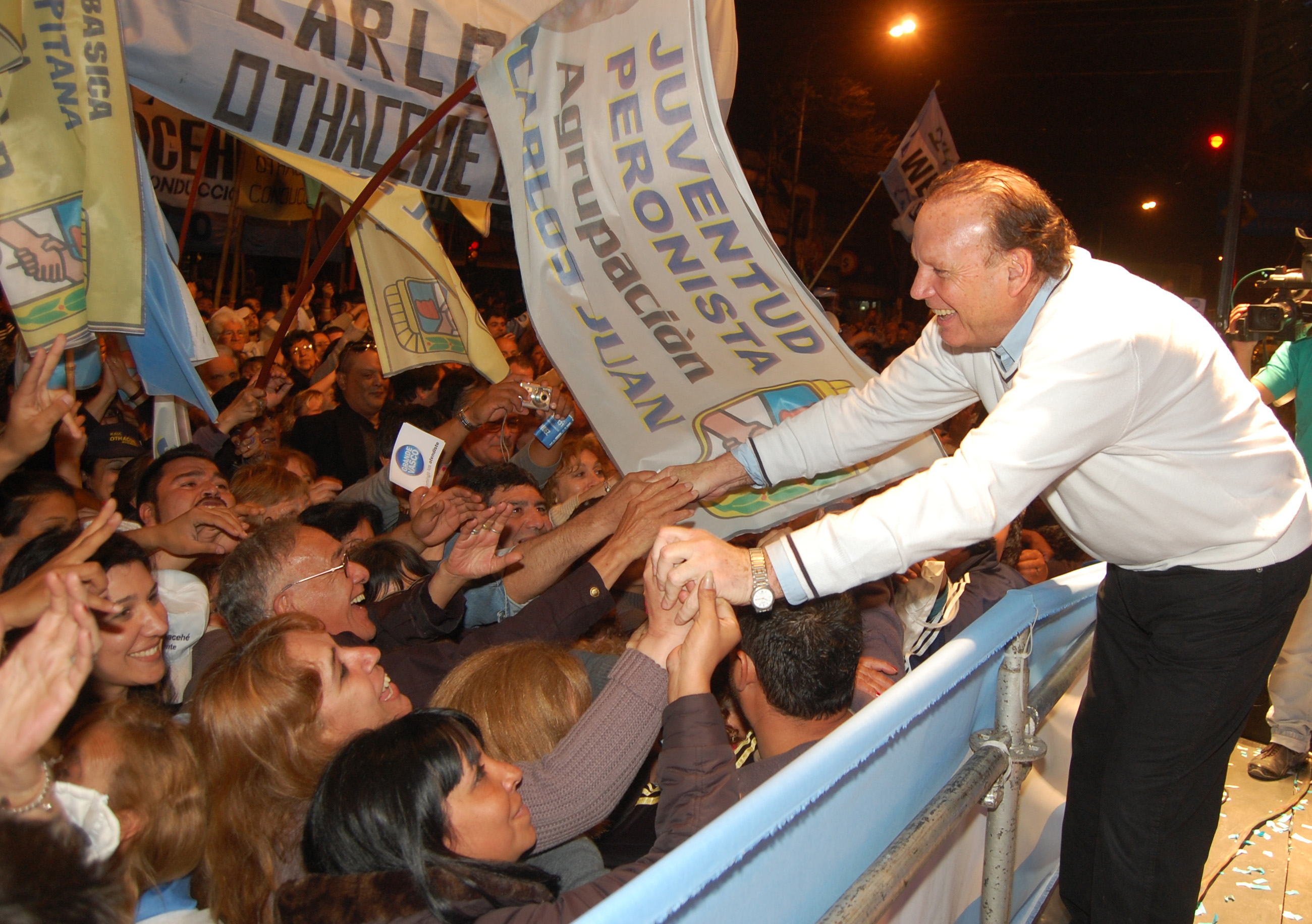
El Intendente de Merlo nuevamente reelecto saludando a sus vecinos que lo acompañaron con casi el 50 % de los votos.

### Elecciones 2013, su pase al Frente Renovador y su regreso al Frente para la Victoria
El intendente de Merlo lo votan los vecinos de Merlo así como a cada intendente lo votan sus vecinos y segundo que no tiene ninguna causa en la justicia. Lo que hay es un mito instalado en esto de tratar de generar isotipos sobre personas, sobre una figura que lo que claramente lo que tiene es una personalidad muy álgida.
Sergio Massa

Othacehé ha sido representante del autoritarismo... es un tema delicado, de contradicción fuerte.
Nelson Castro 

En las elecciones de medio término de 2013, Othacehé logró que el Gobierno Nacional obligara a Sabbatella a que no presentara candidatos a concejales de Nuevo Encuentro en Merlo con la amenaza de pasarse a las filas de Sergio Massa.
Como había sucedido en las anteriores elecciones, se denunciaron ataques contra el dirigente Gustavo Menéndez de Grande Merlo — candidato oficial del Frente Renovador en Merlo— y contra militantes del Partido Obrero.
En 1987, con dieciocho años de edad, Gustavo Adolfo Menéndez ingresó a trabajar en la municipalidad de Merlo. Fue subsecretario de Tierras en la primera administración de Othacehé y deja de ser funcionario municipal en 1996. En 2007 Menéndez se desempeñaba como Director de la Zona I de Casinos Bonaerenses y fue acusado del delito de malversación de caudales públicos por el faltante de 600.000 pesos del Casino Central de Mar del Plata, causa que fue elevada a juicio oral en 2015.
En las elecciones de 2013 Othacehé casi pierde por primera vez en su municipio a manos de Menéndez. Othacehé armó una "lista colectora" encabezada por Mario Nazra de la Unión Popular que apoyaba a Sergio Massa y que le quitó los votos necesarios a Menéndez para alzarse con la victoria y obtener una mayor cantidad de concejales. A las pocas semanas de ser elegidos, los concejales de Nazra se pasan al bloque oficialista de Othacehé.
Alarmado por los resultados, Othacehé decidió abandonar el Frente para la Victoria (FPV) y se sumó al Frente Renovador (FR) en febrero de 2014. Su pase al Frente Renovador le valió fuertes críticas de parte de sus correligionarios del Frente para la Victoria. Las excusas esgrimidas por Othacehé para dejar el Frente para la Victoria eran que los gobiernos provincial y nacional habían descuidado a Merlo recortando las inversiones en obras públicas tan necesarias en el municipio, y que el gobierno nacional había sido "copado por comunistas":

Cuando decimos que el gobierno nacional está copado por comunistas, esta es una muestra fehaciente. El peronismo es abierto, es militancia, es amor, es pasión y nosotros estamos en las antípodas del gobierno nacional y de estos pseudopolíticos que solo hacen negocios para sus intereses en desmedro del pueblo.
Sebastián Codini

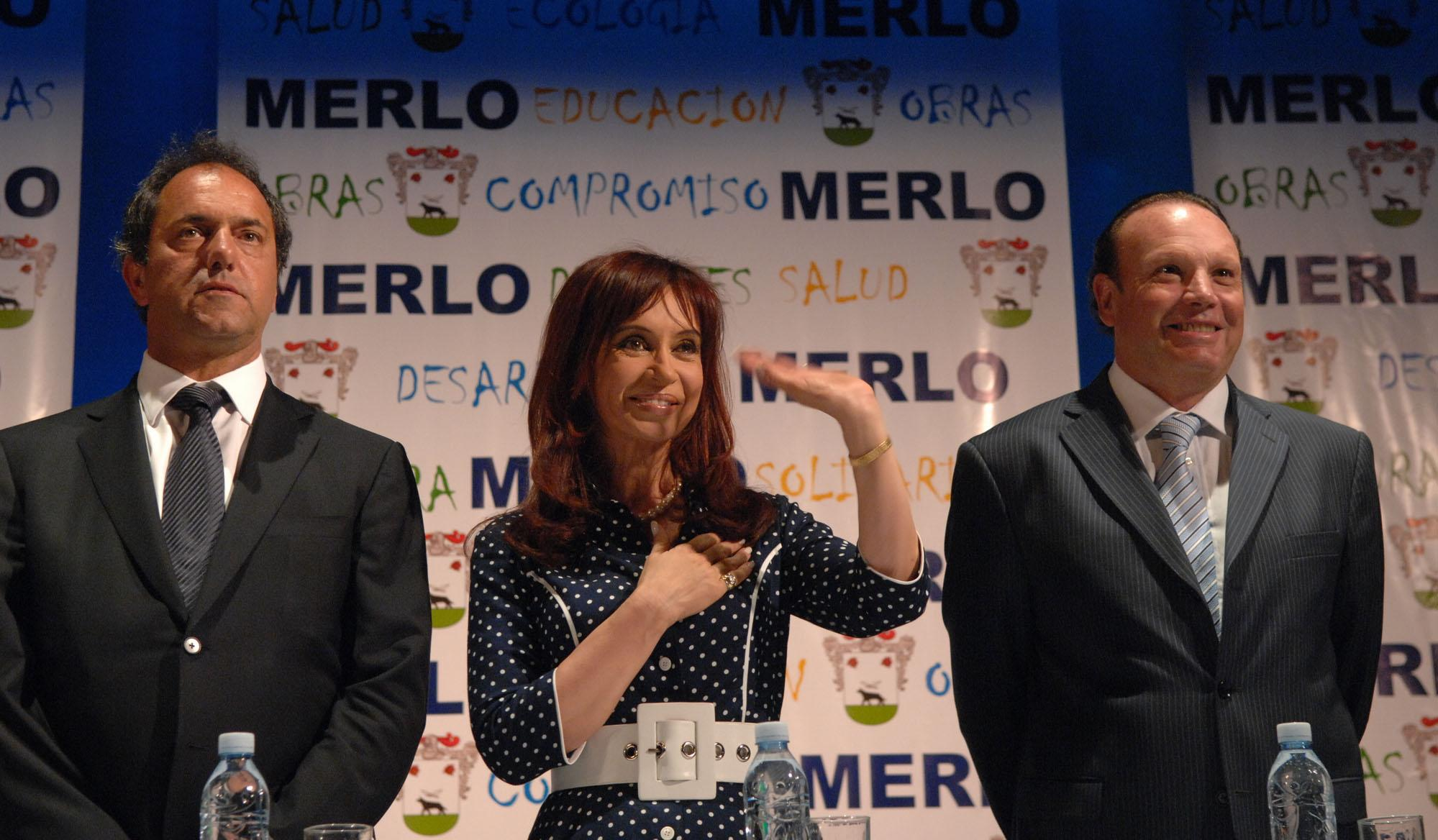
Scioli, Cristina Fernández y Othacehé.

Al abandonar el Frente para la Victoria, Othacehé advirtió que Cristina convertiría el país en Venezuela:

Buscamos que la Argentina tenga futuro, que sea un país normal como Canadá, que no tenga el rumbo de Venezuela. Uno ve con susto lo que pasa en Venezuela y no queremos eso.
Raúl Othacehé

Sobre el gobernador Daniel Scioli dijo:

El gobernador no se ocupa de nada, ni de la salud, ni de la educación, ni de la seguridad, ni de las rutas...el gobernador quiere ser presidente pero no demuestra que puede serlo porque no hace nada.
Raúl Othacehé

El periodista Alfredo Leuco comentó el pase de Othacehé al FR con las siguientes palabras:

Raul Othacehé fue siempre “el Vasco” peronista que le hacía ganar las elecciones en Merlo al Frente para la Victoria. Recién cuando se fue con Sergio Massa los medios oficialistas “descubrieron” lo que fue toda la vida: un apretador violento que se cansó de romper cabezas y piernas en su distrito, incluso a algunos aliados de Cristina que guardaron el conveniente silencio por especulación electoral, como Martín Sabbatella.
Alfredo Leuco

Como condición de su apoyo, Othacehé le pidió a Massa que deshiciera el acuerdo con Grande Merlo. Massa deshizo el acuerdo con Menéndez y Grande Merlo y Othacehé quedó como único representante del FR en Merlo.
Durante su permanencia en el FR — y como lo hiciera en 1999 con Duhalde— Othacehé se postuló como precandidato a gobernador de la Provincia de Buenos Aires por ese espacio político pero luego desistió.
Hacia fines de 2014 Massa comenzó a caer en las encuestas y los intendentes aliados comenzaron a abandonarlo.
Luego de un año en el Frente Renovador, Othacehé retornó al Frente para la Victoria en mayo de 2015.
Al regresar al FPV Othacehé se debió enfrentar con una situación inesperada; mientras el intendente estuvo en el FR, Menéndez buscó refugio en el FPV y se transformó en el representante de ese espacio en Merlo. Esto significaba que por primera vez en veinte años, Othacehé debería participar en una elección interna en Merlo. La última vez en que Othacehé participó de una interna partidaria fue en 1995, cuando dirimió la interna del Partido Justicialista con Juan Carlos Lucena en una violenta campaña en donde Lucena resultó herido por un arma de fuego.
Entre 1995 y 2015, Othacehé orquestó una serie de falsas internas en las que competía con candidatos que simulaban ser sus oponentes pero que en realidad eran parte de su gente.
Othacehé buscó que las autoridades del FPV obligara a Menéndez a que se retirara de su candidatura y evitaran la interna, pero esta vez el FPV — castigándolo por su pase al FR— lo hizo pasar por las "horcas caudinas" y le denegó su petición.

### Elecciones 2015 y derrota de Othacehé
En 2015, Othacehé compitió con otras tres listas del Frente para la Victoria, una de ellas encabezada por Gustavo Menéndez y las otras dos sospechadas de haber sido armadas por el intendente para perjudicar a Menéndez, sospechas que se confirmaron cuando el concejal Juan Leguizamón, precandidato por una de estas, se pasó al bloque oficialista a las pocas semanas de haber pasado las elecciones primarias de agosto. Menéndez recibió el apoyo de Nuevo Encuentro y KOLINA y en alianza con Martín Sabbatella.
El electorado de Merlo en 2015 era de aproximadamente 350.000 votantes.
En una vieja reyerta política, Othacehé y Mariano West —intendente del vecino partido de Moreno — apoyaron a los rivales políticos del otro: West apoyó a Menéndez y Othacehé a Walter Festa.
En 2015, Othacehé nuevamente llevó como candidatos a concejales a su esposa Mónica Arnaldi y a su hijo Pablo.
Al haber en Merlo una interna por primera vez en veinte años y con los adversarios de Othacehé de Grande Merlo y Nuevo Encuentro unidos en una sola lista, se preveía la ocurrencia de hechos de violencia en la campaña. La campaña comenzó con sospechosos incendios en explotaciones rurales dedicadas al cultivo de plantas florales que el gobierno municipal atribuyó a la gente del candidato opositor Menéndez.
El 1 de agosto, militantes de Grande Merlo fueron atacados por un grupo de violentos que bajaron de vehículos con armas y palos y varias personas tuvieron que ser hospitalizadas. Teniendo en cuenta los hechos de violencia, el Ministerio de Seguridad dispuso el despliegue de 1.200 gendarmes para preservar el orden el día de los comicios en Merlo.
Según encuestas contratadas por Othacehé, el intendente esperaba una ventaja de veintinueve puntos a su rival Menéndez.
Finalmente, se impuso Gustavo Menéndez con el 56% de los votos frente a los 40,7% de Othacehé, marcando el fin del extenso mandato de Othacehé en el distrito de Merlo. En octubre Menéndez venció con el 55,6% de los votos a los representantes de UNA (21%) y Cambiemos (17%) —socios y aliados de Othacehé.
Los factores de la derrota de Othacehé son muchos y diversos. Entre ellos:
- el lógico desgaste de la figura de todo político luego de veinticuatro años de gobierno
- las muchas denuncias de las violaciones de los derechos humanos contra Othacehé hechas públicas a través de la prensa nacional (Clarín, La Nación, Página/12, Diario Perfil, Tiempo Argentino, entre muchos otros) y demás medios electrónicos de la Red que llegan a concientizar a un gran número de ciudadanos de Merlo[352]
- el largo y persistente trabajo de Menéndez de armar una estructura política a lo largo de veinte años desde 1995 cuando rompe con Othacehé, habiendo sido traicionado en dos oportunidades por sus circunstanciales aliados políticos (Néstor Kirchner en 2003 y Sergio Massa en 2014) quienes en un ejercicio de realismo político, rompieron su acuerdo político con Menéndez en favor de Othacehé[353]

Pero quizás la causa decisiva fue su pase del Frente para la victoria al Frente Renovador en 2013. Alarmado por la performance electoral de Gustavo Menéndez en las elecciones de ese año acompañando la candidatura de Sergio Massa, Othacehé pensó que el poder del peronismo había pasado de Daniel Scioli a Sergio Massa, y en consecuencia creyó conveniente acercarse a Massa. Othacehé presionó a Massa para expulsar a Menéndez de las filas del Frente Renovador. En un acto junto con Othacehé, Massa humilló públicamente a Menéndez negando que lo conocía; este insulto tuvo el efecto deseado por Massa ya que Menéndez abandonó el FR. Tiempo después Menéndez fue recibido por Scioli y el Frente para la Victoria. Con el transcurso de los meses las encuestas comienzan a favorecer a Scioli y relegan a Massa a un tercer puesto en las predilecciones para la presidencia de la Nación. Cuando Othacehé regresa al FPV se encuentra con la sorpresa de que sus dos mayores enemigos, Gustavo Menéndez y Martín Sabbatella habían coincidido en el FPV y habían formado una alianza para enfrentarlo. Othacehé exigió a las autoridades del FPV que bajen la candidatura de Menéndez, pero necesitados de todo el apoyo posible para la carrera presidencial de Daniel Scioli, le dijeron que tendría que competir en una interna abierta. En un ejercicio de historia contrafáctica, sí Othacehé hubiese permanecido en el FPV, Menéndez hubiese sido candidato del FR y la alta popularidad de Scioli (más del 66% en Merlo en 2015) hubiese hecho triunfar a Othacehé en las elecciones de octubre. Gran parte del electorado de Otahcehé tiene una gran simpatía por la figura de Daniel Scioli y quedaron resentidos con el intendente por su pase al FR en 2014
Analistas políticos han sugerido que la derrota de Othacehé y otros intendentes del Gran Buenos Aires es el inicio un cambio de la cultura política y el fin de los llamados Barones del Conurbano. En un análisis más mesurado y no tan optimista, el investigador Rodrigo Zarazaga señaló:

La interpretación de que se termina una manera de hacer política es exagerada. En 20 municipios del conurbano ganó el actual intendente y en otros cinco, los candidatos apoyados por ellos. Incluso esta elección marca el retorno de un típico barón del conurbano con poder territorial como lo es Mario Ishii. (...) Los intendentes derrotados fueron superados por adversarios del FPV y, la mitad de ellos, con filiación a La Cámpora. Significa, en muchos casos, más el quiebre del monopolio sobre los aparatos que su desaparición. Así les sucedió a (Luis) Acuña, Cariglino y Othacehé. Kolina y La Cámpora han desplegado a sus propios militantes y punteros desafiándolos en su territorio y arrebatándoles el monopolio.(...) Ya en 2013 a Othacehé le estaban, para usar la jerga del conurbano, "comiendo el territorio".(...) Creer que la política territorial ha desaparecido por un par de derrotas es desmedido. Los punteros siguen siendo importantes, desde el reparto y robo de boletas hasta la fiscalización de las elecciones y la movilización de votantes. La existencia de planes de tipo más universal como la AUH ha disminuido el peso relativo de las dádivas clientelares más básicas, como el típico bolsón de comida o las chapas de zinc. (...) Sin embargo, estamos lejos del fin de la política territorial en el conurbano o de la desaparición del rol del puntero. Simplemente, es más difícil comprar el voto de la gente con un paquete de arroz y eso no es malo.
Rodrigo Zarazaga

### Últimos días de la administración Othacehé: usurpación masiva de tierras

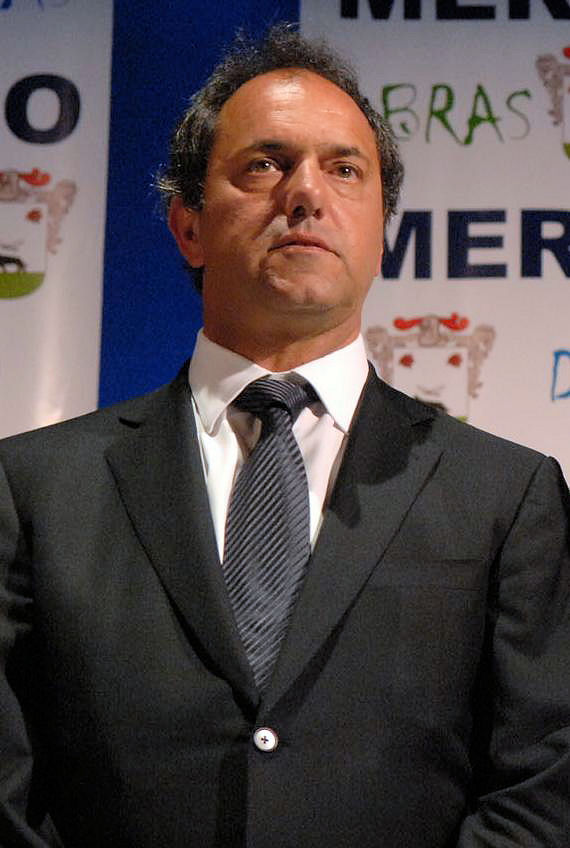
Daniel Scioli.

Al finalizar su gobierno del Municipio de Merlo en 2015, Othacehé deja una poderosa estructura política en el distrito, siendo él aún presidente del Partido Justicialista de Merlo, con una red de más de 600 punteros, con el Concejo Deliberante controlado por sus partidarios, con una red de alianzas políticas con los representantes locales de los distintos partidos nacionales con quienes ha hecho negocios por más de veinte años, y con una gran cantidad de empleados públicos que permanecerán en la municipalidad y que le son fieles. En el final de su mandato, Othacehé dispuso que a los 2.000 empleados de planta permanente del municipio se sumaran otros 2600 empleados simpatizantes de él, en un intento por evitar que su sucesor pueda despedirlos como hiciera el propio Othacehé veinticuatro años antes cuando despidió a 1.200 empleados municipales que respondían al intendente Green en su primera intendencia. A esto se agrega el aumento de un 70% de aumento retroactivo de los salarios de los empleados municipales y la creación de nuevas dependencias administrativas para emplear a más simpatizantes.
Othacehé aún le seguía siendo útil al peronismo y a Daniel Scioli en su fallida carrera presidencial de 2015. Scioli se dirigía de manera laudatoria a Otahcehé en octubre de 2015:

Es una manera de reconocer el afecto, la gratitud, la militancia y el compromiso de un gran peronista, Raúl Othacehé, y todo su equipo; nobleza obliga, tengo muy presentes estos ocho años intensos de trabajo para traer avances y progresos a Merlo... el Vasco fue, es, y seguirá siendo, se los garantizo, un gran protagonista de la política argentina, necesitamos de su experiencia en el desarrollo de la agenda del desarrollo argentino...
Daniel Scioli, octubre de 2015

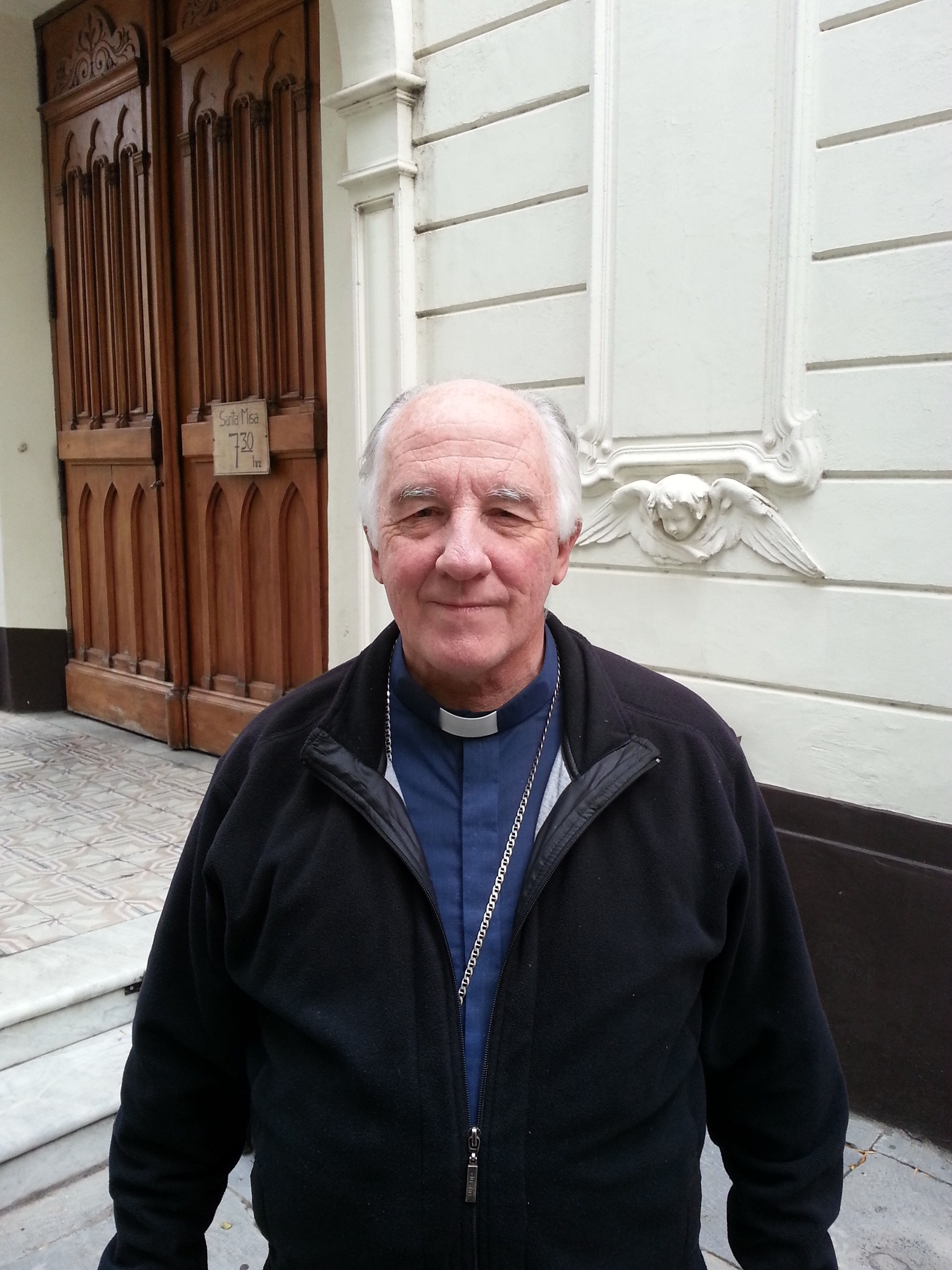
Obispo Fernando Carlos Maletti.

Durante el último mes de la intendencia Othacehé, y durante la campaña electoral de las elecciones presidenciales de Argentina de 2015 se produjeron cerca de treinta tomas de terrenos privados por parte de vecinos de Merlo de muy escasos recursos económicos. Las tomas se produjeron en zonas semirrurales como los barrios de La Teja, La Pradera, Agustín Ferrari y Martín Fierro, entre otros, sumando un aproximado de 95 hectáreas, muchas de las tierras son basurales. La usurpación más importante fue la ocupación de 340 casas de un barrio de viviendas sociales del Plan Federal de Vivienda y luego de más 60 hectáreas de tierras privadas, ambas colindantes con los barrios El Cortijo y Barrio Nuevo, Libertad, con cerca de 3.000 familias que se instalaron en el predio. La ocupación se inició el 21 de octubre, incitada por punteros que respondían a Othacehé y con el pasar de los días la toma se volvió espontánea, con vecinos de Merlo y de otros barrios del Conurbano. El predio, conocido por los lugareños como "La Pirincha"`, es un megabasural, tal como lo clasifica la ACUMAR. Los vecinos exigen que el Estado les otorgue la propiedad de las tierras usurpadas y que se urbanice el lugar.
El obispo de la diócesis de Merlo-Moreno Fernando Maletti recorrió la zona y señaló que no había una preocupación real por asistir a las personas que ocupan el lugar ni por garantizar la paz y la tranquilidad de los vecinos de los barrios adyacentes y pidió que se garanticen tanto la prestación de servicios elementales a las personas que actualmente ocupan las tierras en conflicto como la paz y tranquilidad de los vecinos del lugar. Maletti condenó las usurpaciones pero también agregó: "Vemos con preocupación que las autoridades salientes se despreocupen del problema, pero también notamos que las que van a asumir no han reaccionado con fuerza suficiente, lo que lleva al desconcierto de los ciudadanos" y llamó a "evitar una manipulación de las aspiraciones de los más necesitados, prometiéndoles bienes y derechos que en modo alguno se van a poder efectivizar en el corto plazo".
Se denunció que narcotraficantes habían tomado la iniciativa en la toma de tierras imponiendo la fuerza en los nuevos asentamientos. El 18 de febrero de 2016 el juez Alfredo Meade del Departamento Judicial de Morón ordenó el desalojo de las tierras tomadas, desalojo que se llevó a cabo por la policía bonaerense en total orden y sin producirse el menor incidente.
El objetivo que tuvieron las tomas de las tierras se desconocen; algunos periodistas señalan que tiene como fin perjudicar a la gobernadora María Eugenia Vidal; la gobernadora tuvo que enfrentar una situación similar con la toma del Parque Indoamericano de diciembre de 2010. Los periodistas Roberto García y Andrés Fidanza abonan a esta teoría del caos político al relacionar las tomas de tierras de octubre y noviembre de 2015 con los saqueos de comercios de la crisis de 2001, ambas sospechadas de ser promovidas por el intendente Raúl Othacehé:

... luego de las tomas de tierras y ocupaciones de viviendas en Merlo, esta semana, nadie recordó que desde ese territorio y bajo la tutela del mismo jefe político se movilizó gente, hubo saqueos a supermercados y protesta social contra Fernando de la Rúa en los finales de 2000 y albores de 2001.(...) Aunque diferentes en el ejercicio, el episodio de antaño y el actual son advertencias de un mismo criterio: servirse de la calle, de su dominio y alboroto, para imponer una conveniencia política que no fue justamente la que decidió el sufragio popular. Siempre están los punteros para organizar esta maquinaria de reparto forzado, aprovechadores de la miseria y, mucho más, persiste la necesidad de ciudadanos excluidos que pugnan por dormir sobre la tierra cubiertos por un nailon.
Roberto García

En mayo de 2001, Raúl Othacehé avisó que “si entre los justicialistas existiera una intención golpista, con los problemas que hay en el país, De la Rúa caería en 24 horas”. Más de 14 años después, con 24 años consecutivos como intendente de Merlo y a pocos días para abandonar el poder, el “Vasco” parece dispuesto a reproducir un 2001 en miniatura, a partir de la marginalidad y falta de viviendas del municipio.
Andrés Fidanza

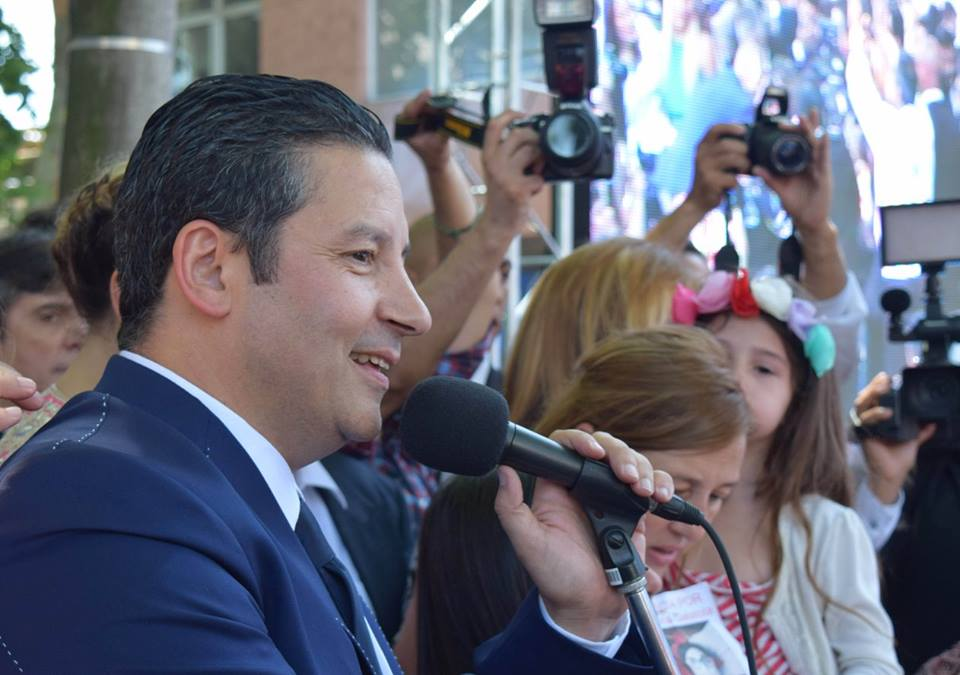
Intendente Gustavo Menéndez durante el acto de asunción.

El día 9 de diciembre de 2015, pasadas las 12:30 hs., Gustavo Menéndez juró como intendente de Merlo para el período 2015–2019. Previo al juramento del nuevo intendente se produjeron hechos de violencia dentro del recinto con empujones, insultos y hasta escenas de pugilato entre los concejales de Menéndez y Othacehé.

## El papa Francisco revela que fue víctima de Othacehé
¿La mafia de Othahecé no lo joroba? Me preocupaba tu caso por la mafia esa. Yo lo sufrí en carne propia, tuve que ir un día a defender a un cura. A Pancho, fui ahí para frenar a Othahecé.

Con estas palabras el papa Francisco se dirigió al intendente Menéndez en la audiencia pública del miércoles 30 de marzo de 2016. En esta breve y cordial charla, el papa Francisco hizo público con nombre y apellido (algo muy extraño en un jerarca de la Iglesia) confirmando ante todo el mundo que el exintendente era el jefe de una mafia que perseguían a los sacerdotes que luchaban por la defensa de los derechos humanos en Merlo.
La mafia a la que se refería Francisco era una organización encabezada por el exintendente Othacehé quien tenía una gran parte de su familia ocupando cargos en el Municipio, con una extensa red de más de 600 punteros que además de ser parte del aparato clientelar servían de "orejas" o informantes y delatores. Othacehé contaba con un ejército propio integrado por barras bravas de los tres equipos de fútbol de Merlo que solían "romper cabezas" cuando la oposición salía a manifestarse pacíficamente y actuaban en especial en épocas de elecciones dirigidos por los hermanos Zalazar y el “Turco” Siede. A los barras bravas se sumaba la policía bonaerense en la persecución de opositores o para establecer "zonas liberadas". Othacehé también contaba con jueces veniales en los tribunales del Departamento Judicial de Morón, a los que los usaba para encarcelar a sus opositores, tal como le sucedió al exintendente Green, al concejal Cepeda (4 meses en prisión) y el concejal Pazos (2 años en prisión, liberado luego que el tribunal oral calificara como "inexplicable" la prisión de concejal). Muchos concejales fueron destituidos luego de ser denunciados por el exintendente en causas armadas con testigos falsos. Las acusaciones en el consejo eran impulsadas por algunas de las "espadas" de Othacehé: los concejales Sebastián Codini, Raúl Díaz, Luis Gouts y Carolina Farías.  La Unión Cívica Radical y el PRO locales simulan ser fuerzas políticas independientes del exintendente pero en realidad son personas ligadas a Othacehé. Las calles de los barrios en donde vivían los opositores a Othacehé amanecían cubiertas con miles de panfletos en donde se los acusaban de los más variados delitos, generalmente como narcotraficantes. El padre Miguel Velo dice que: "El primer paso de una seguidilla tenía que ver con tratar de crear algún lazo y cooptar a la persona. En muchos casos, lo lograba. Cuando veía que no podía, ya pasaba al nivel de las difamaciones". Othacehé gozó de la protección de todos los presidentes y gobernadores de la Provincia desde 1991 hasta 2015, calificado por Daniel Scioli como “un gran peronista”, Sergio Massa que dijo que todas las acusaciones de violencia y violación de los derechos humanos sobre Othacehé eran “un mito”. Tanto Massa como Ricardo Casal —exministro de Justicia de la Provincia de Buenos Aires — defendían a Othacehé diciendo que él había sido elegido por el pueblo de Merlo, como si el hecho de haber sido elegido para ocupar un cargo público lo excusase de cualquier tipo de crímenes, o que las acusaciones de la prensa contra Othacehé no eran ciertas porque el pueblo lo había elegido en reiteradas oportunidades con una gran cantidad de votos y el pueblo no elige a criminales. La propia Cristina Fernández de Kirchner dio cobertura política a Othacehé.

## Lucha por el control de la Universidad Nacional del Oeste y destitución del rector Martín Othacehé
Lo que este señor (Othacehé) en verdad quiere es manejar una caja que representa un tercio del presupuesto de su municipio, nombrar a 3.000 profesionales amigos, a 500 de sus punteros y, encima, ganar puntos por su preocupación por la educación de los pibes.
Carlos Mas Vélez, secretario general de la Universidad de Buenos Aires, marzo de 2008

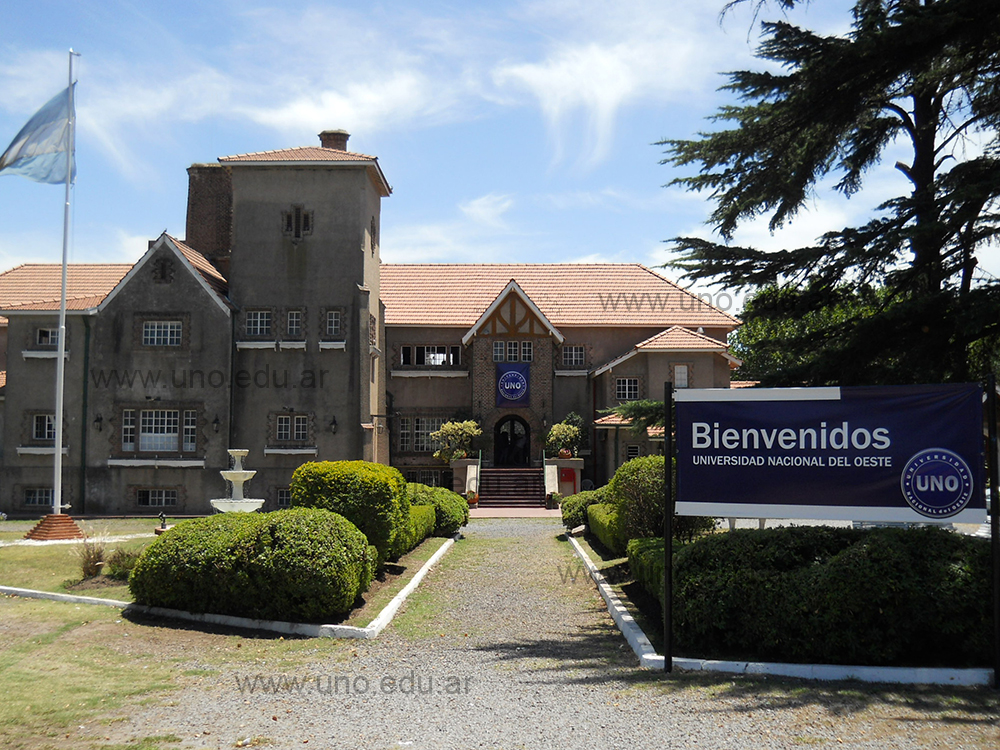
Universidad del Oeste.

El por aquel entonces secretario general de la UBA, Carlos Mas Vélez, había predicho que Othacehé quería tener una universidad que le sirviera de caja política y en donde pudiera conchabar a todos sus funcionarios y punteros y así sucedió.
La pelea de más de veinte años entre Othacehé y Menéndez prosiguió en 2016 por el control de la Universidad Nacional del Oeste; el 13 de agosto de 2016 la asamblea universitaria destituyó al rector de la universidad, el abogado Martín Othacehé, hijo del exintendente, que no tenía ningún mérito académico para ocupar el cargo.
Prácticamente toda la familia del exintendente ocupaba cargos en la universidad: allí trabajaban Ariel Correia (primo del exrector y exsubsecretario de prensa local), Lorena Coomonte de Othacehé (cuñada del exrector, directora), Ricardo Giacomino (exsecretario general de Merlo), Federico Cataldi Othacehé (primo del exrector, tesorero), Cintia Carnabuci de Othacehé (esposa del exrector) y Pablo Othacehé (hermano del exrector, director), Mónica Arnaldi (madre del exrector, miembro del Consejo Superior de la universidad), y como decana de Salud, Susana Isabel Bagnato, exsecretaria de Salud del municipio.
En 2016 la familia Othacehé luchó por el control de la universidad con quienes hasta ayer fueron viejos colaboradores de su administración de veinticuatro años como Marcelo Ducrós, Daniel Blanco, Adrián Outeda y Carolina Farías, que se pasaron a las filas de Gustavo Menéndez.
Los opositores al exrector Othacehé denunciaron que fueron intimidados por patotas dentro del recinto de la universidad, que se habían llevado a cabo despidos injustificados y que no se emiten los títulos porque el Ministerio de Educación no reconocía al exrector Othacehé y que el proceso de acreditación de carreras en la Comisión Nacional de Evaluación y Acreditación Universitaria (CoNEAU) está suspendido.
El día 13 de agosto de 2016 — en un salón del monasterio de San Antonio de Padua que es alquilado a la Universidad Nacional del Oeste — el rector Martín Othacehé fue destituido por la Asamblea Universitaria por cincuenta votos contra cuatro "por mal desempeño en el ejercicio de funcionario público y por provocar actos lesivos para la comunidad educativa". En la asamblea se designó al vicerrector Daniel Blanco —antiguo y viejo aliado del exintendente Othacehé — como rector interino hasta que se convoque a elecciones. La asamblea quiso ser interrumpida por un grupo de matones y violentos que respondían al exintendente que entraron a golpes de puño al salón en donde se estaba llevando a cabo la asamblea.

## Denuncias por corrupción

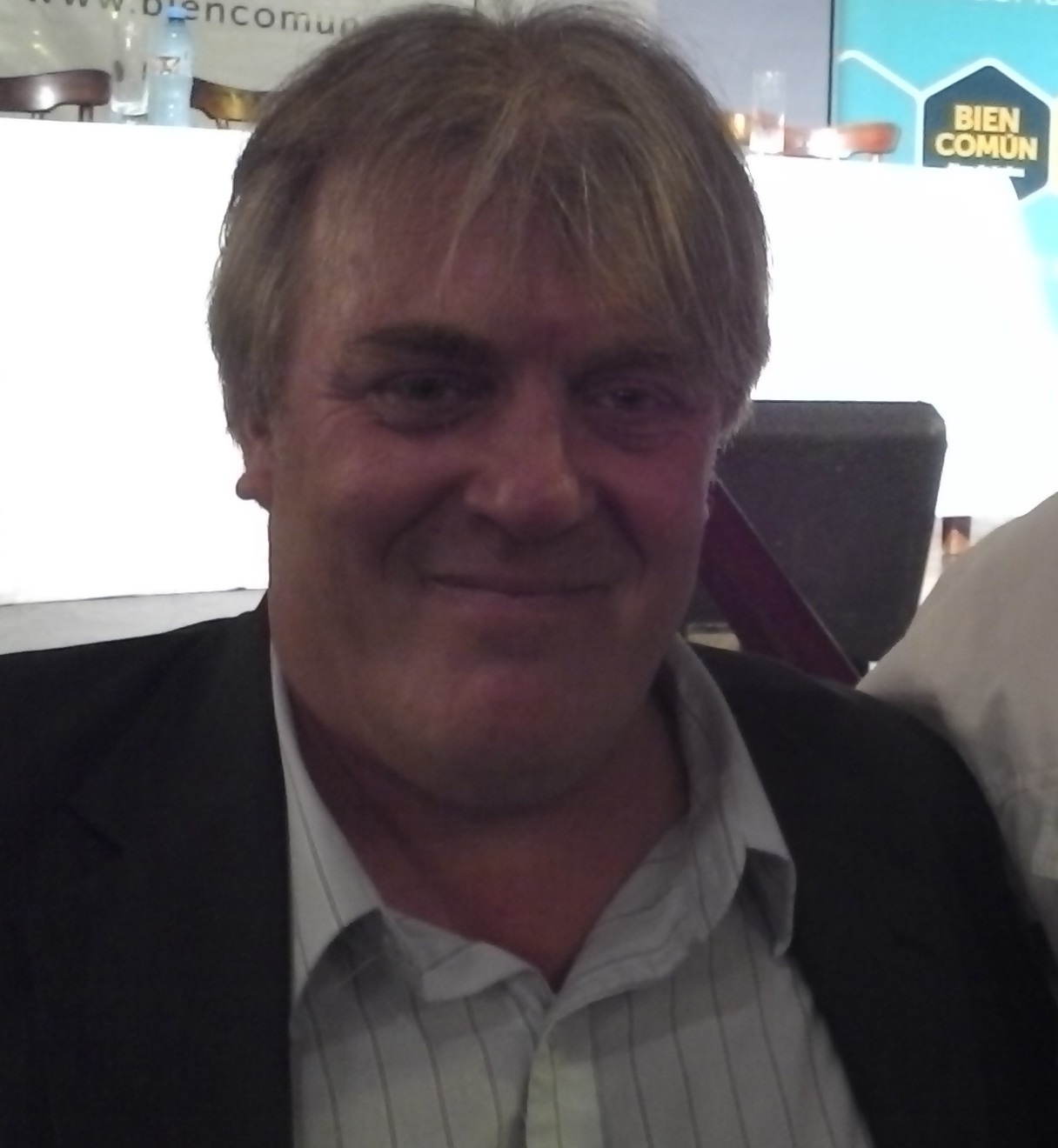
Gustavo Vera

El día 16 de agosto de 2016, el intendente Gustavo Menéndez y el diputado de la Ciudad de Buenos Aires Gustavo Vera presentaron una denuncia ante el juzgado de Ariel Lijo en contra de Raúl Alfredo Othacehé por el delito de defraudación en perjuicio de la administración pública nacional, enriquecimiento ilícito de funcionarios y empleados y lavado de activos. La defraudación se habría efectuado con la obra de un barrio de 700 viviendas sociales y el delito se habría intentado ocultar con la usurpación masiva de tierras del 21 de octubre de 2015.
En lo que se refiere al enriquecimiento ilícito junto a Raúl Othacehé se ha denunciado a toda su familia por ser presuntos testaferros: su esposa Mónica Arnaldi y sus hijos Martín Alfredo, Hernán Patricio, Guillermo Raúl y Pablo Ignacio; sus cuñados Ernesto Arnaldi y Ana María Ferreyra; sus sobrinos Ernesto Raúl Arnaldi y María Fernanda Arnaldi; y a su consuegro y su nuera Hugo Miguel Coomonte y Lorena Coomonte. También denunciaron a los funcionarios nacionales Luis A. R. Bontempo, Germán Nivello, Lydia Mabel Martínez De Jiménez, Nora H. Guledjian y Damián E. Sanmiguel. A Raúl Othacehé se lo acusa de ser dueño de 22 propiedades inmuebles y a su esposa e hijos de otras 23 propiedades, además de diferentes inmuebles que no estarían registradas a su nombre, sino de testaferros, como una propiedad en el Golfer's Country Club, ubicado en Pilar. Allí, Othacehé sería dueño de una propiedad que habría pagado U$S 750.000 en efectivo a su antiguo titular, el jugador de fútbol Leandro Gracián. El 23 de agosto el fiscal Guillermo Marijuán imputó a Othacehé y al resto de su familia por el delito de enriquecimiento ilícito.

## Espacio de la Memoria "Manuel de Arma"

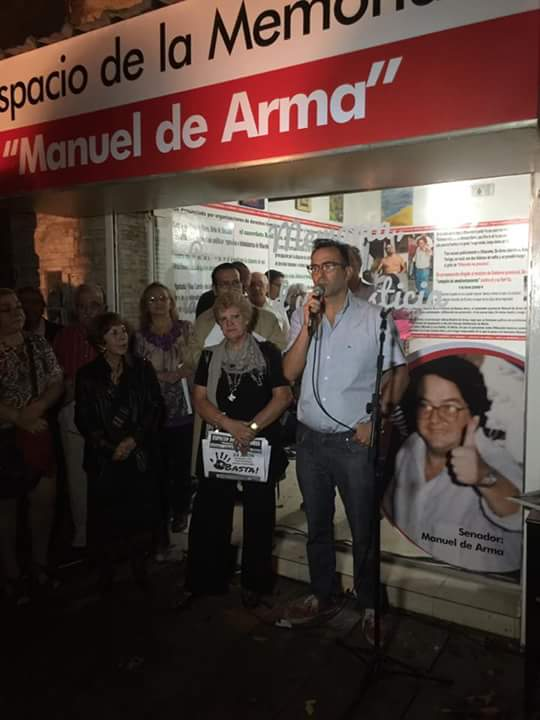
Inauguración del Espacio de la Memoria.

El 15 de abril de 2016 se inauguró en la ciudad de Merlo el Espacio de la Memoria "Manuel de Arma" un lugar creado por la viuda y los hijos de De Arma en donde se rinde homenaje a la vida y obra del político radical y a todos los demás ciudadanos también perseguidos por Othacehé, enumerándose los casos de persecuciones y violaciones de los derechos humanos perpetrados en los últimos veinticuatro años.

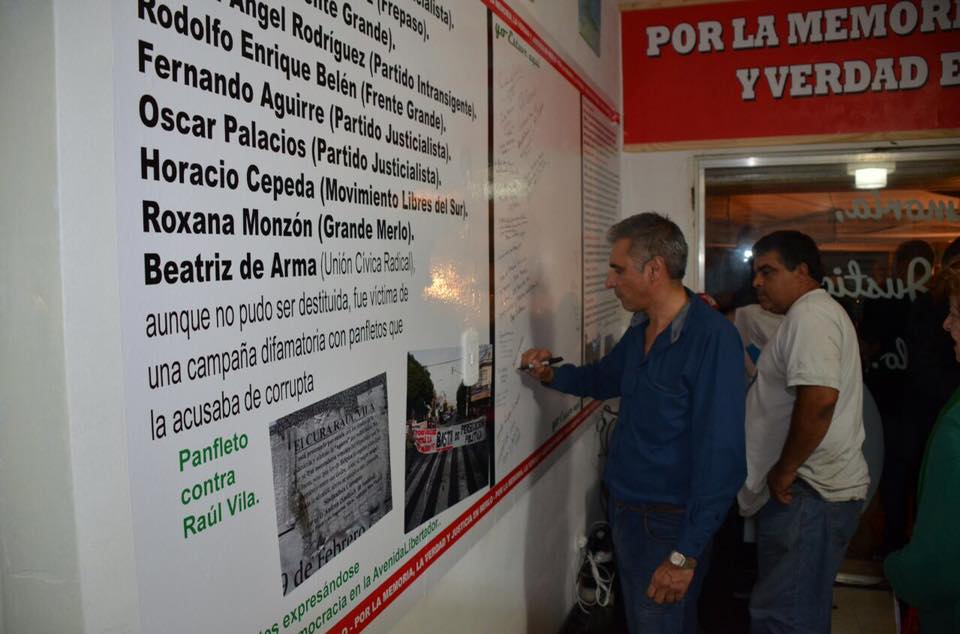
Inauguración del Espacio de la Memoria.

## Cine
En febrero de 2018, el cineasta Pablo Yotich comenzó con la preproducción del film "Los Bastardos", un film que en una hora y media relatará la violencia política y los casos de violaciones a los derechos humanos que se dieron durante los veinticuatro años de gobierno de Raúl Othacehé. El largometraje pese a los intentos de censura, amenazas y denuncias falsas de Othacehe se rodó en 2021 y se prevé su estreno en 2023 en las principales salas cinematográficas de Argentina..

## Informes periodísticos
A lo largo de los años, distintos medios de información han realizado exhaustivos informes sobre la administración Othacehé, entre otros:
- Lanata en PPT: El Dictador del Conurbano, Raúl Othacehé HD (22/09/2013) Informe realizado por el equipo de Jorge Lanata y Nicolás Wiñazki.
- Informe "Merlo: El feudo de Othacehe" en "La cornisa" de L.Majul - 13/09/15 Informe realizado por el equipo de Luis Majul.
- El equipo de LANATA habló del comunicado de RAUL OTHACEHE defendiéndose del informe de PPT
- LANATA habló de RAUL OTHACEHE, intendente de MERLO, y su actitudes poco democráticas
- Territorio de Otacéhe: Merlo Informe realizado por el equipo de Ernesto Tenembaum y Marcelo Zlotogwiazda.
- Sobre Raúl Othacehé (Palabras +, Palabras -)
- Homilía de Monseñor Bergoglio en su visita a Pontevedra en el año 2007
- Visión 7: Fuertes críticas de intendentes a Othacehé por su pase al massismo
- CQC en Merlo Caiga quien caiga
- Gustavo Menéndez: "Están desguazando la Municipalidad de Merlo"
- La venganza de los barones del conurbano - La cornisa
- Deudas pendientes: crecen las tomas en Merlo
- Intendente de Merlo: “Estamos en desacuerdo con todo tipo de toma”
- Ocupaciones ilegales: “Los jefes de las organizaciones son malandras polirubros”
- Un video que estremece: el Papa denunció que fue amenazado por la "mafia de Othacehé"
- Othacehé se resguarda de la derrota en la Universidad del Oeste
- Despidos y patotas en la Universidad del Oeste
- Intendente de Merlo: "El Papa me preguntó si me molestaba la mafia de Otahecé"
- “El Papa me preguntó si la mafia de Othacehé no me molestaba”
- Violencia en la Universidad Nacional del Oeste
- Graves incidentes en la asamblea que destituyó a Martín Othacehé de la Universidad del Oeste